# Fórmula 1
La Fórmula 1 (F1) és la disciplina d'automobilisme més prestigiosa de la Fédération Internationale de l'Automobile (FIA), entitat governant de l'automobilisme mundial. Els participants disputen curses de Fórmula 1 seguint una "fórmula" o reglamentació establerta pels òrgans reguladors de la competició d'obligat compliment per a tots els participants. Les curses es disputen en circuits tancats construïts especialment per a aquests esdeveniments o excepcionalment en circuits urbans i els resultats de cadascuna d'aquestes curses es combinen per tal de determinar el resultat als dos campionats que componen la categoria, els anomenats Campionat del Món de Pilots i Campionat del Món de Constructors.

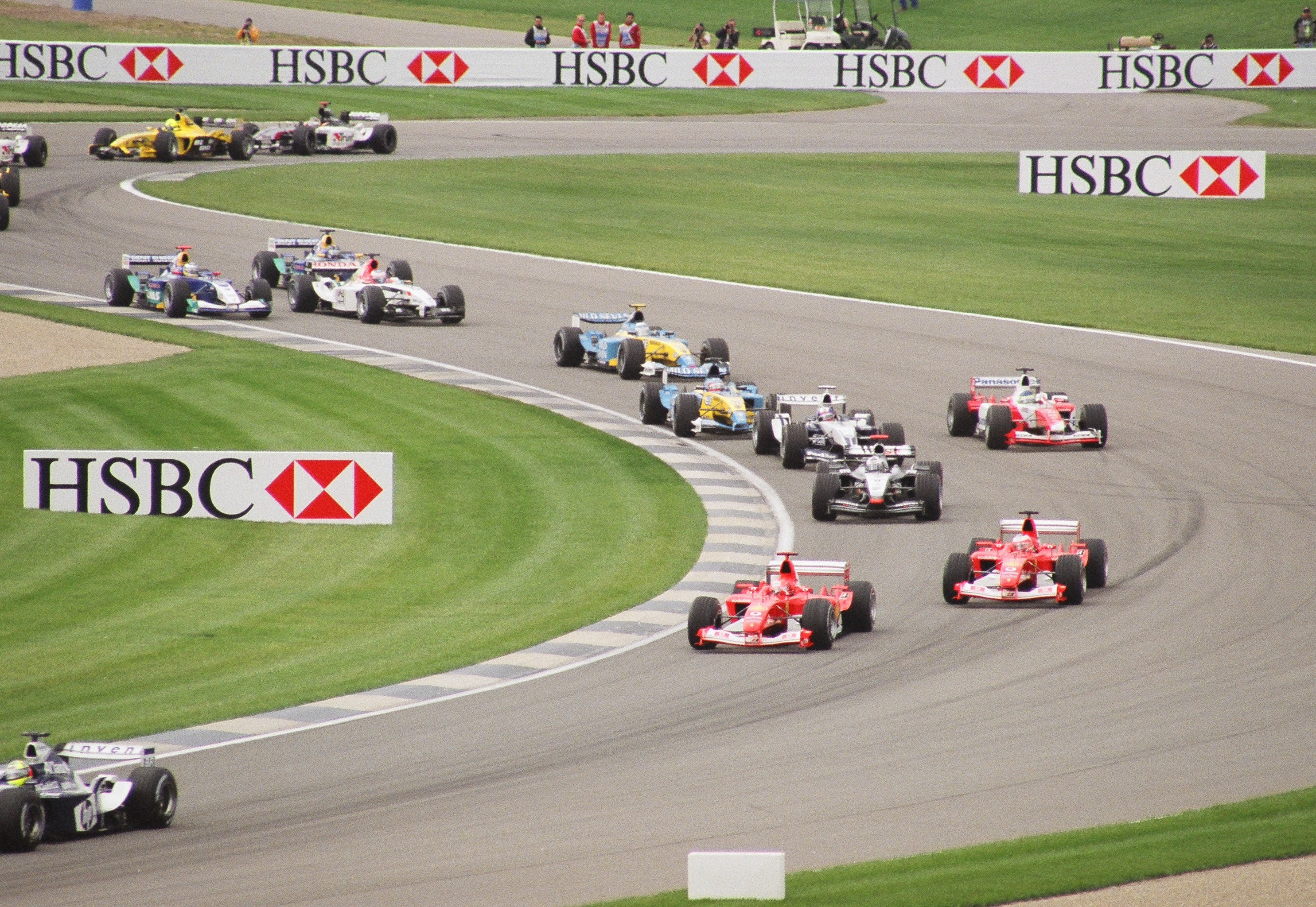
Una cursa de Fórmula 1

En l'actualitat l'esport és seguit de forma massiva per televisió, milions d'espectadors de més de 200 països solen seguir aquestes curses. Part de l'espectacularitat de l'esport la posa la velocitat dels cotxes que pot arribar a ser major de 300 km/h i també l'elevada velocitat de pas pels revolts (de fet la més alta de totes les especialitats d'automobilisme). No obstant el rendiment del cotxe depèn clarament de l'electrònica, l'aerodinàmica, la suspensió i els pneumàtics així que un pilot que no sigui a l'equip encertat en el moment oportú ho té complicat per a guanyar el campionat. La reglamentació de la Fórmula 1 pateix canvis any rere any aconseguint adaptar-se a les noves evolucions tecnològiques introduïdes pels equips i millorant contínuament la seguretat. Per exemple hi ha hagut diferents tipus de motors des dels d'1,5 litres als de 4,5 litres. La màxima potència aconseguida ha estat al voltant de 1.200 cavalls als anys 80 durant l'època en què s'usaven motors turbo.
El centre tradicional de la Fórmula 1 és Europa, no obstant es corren curses a altres països del món com Bahrain, el Brasil, Canadà, Estats Units, Malàisia, Turquia o la Xina. La popularitat de l'esport i en conseqüència els interessos econòmics generats han estat l'origen de grans disputes entre els organitzadors i els equips que posaren en perill la continuïtat de la categoria fins a la signatura i posteriors renovacions del Pacte de la Concòrdia.

## Història
La sèrie de la Fórmula 1 té les seves arrels en el Gran Premi d'Europa d'Automobilisme (QV-1947 per a la prehistòria) dels anys 1920 i 1930. La "fórmula" és un conjunt de regles que tots els participants i els cotxes han de complir. La Fórmula 1 era una nova fórmula d'acords realitzats després de la Segona Guerra Mundial (1946), amb el primer campionat de carreres que se celebrà aquest any.
Un grup d'organitzacions dels grans premis havia establert normes per a un Campionat del Món abans de la guerra, però a causa de la suspensió de les curses durant el conflicte, el campionat del món de pilots no es va formalitzar fins al 1947.
La primera cursa del campionat mundial es va fer al circuit de Silverstone, al Regne Unit, l'any Temporada 1950 de Fórmula 1. El Campionat de Constructors es començaria a disputar la temporada 1958.
Paral·lelament existien campionats nacionals a Sud-àfrica i el Regne Unit entre els anys 1960 - 1970. Aquestes curses fora del campionat de Fórmula 1 es van dur a terme durant molts anys però, a causa del creixent cost de les curses, l'última d'elles es va disputar el 1983.
El títol de l'esport, la Fórmula 1, indica que està destinada a ser la més avançada i més competitiva de les fórmules de competició de la FIA.

### Professionalització (1950–1980)
En aquella època l'organització de les curses era molt menys formal, gairebé amateur, i era habitual que els pilots canviessin de vehicle durant la cursa si el seu cap d'equip ho necessitava.
El primer campionat va ser guanyat per l'italià Giuseppe Farina amb Alfa Romeo l'any 1950 després de batre al seu company d'equip Juan Manuel Fangio. Així i tot, després Fangio va arribar a guanyar fins a 5 campionats del món els anys 1951, 1954, 1955. 1956 i 1957. Fangio és recordat com el gran dominador de la primera dècada de la categoria.

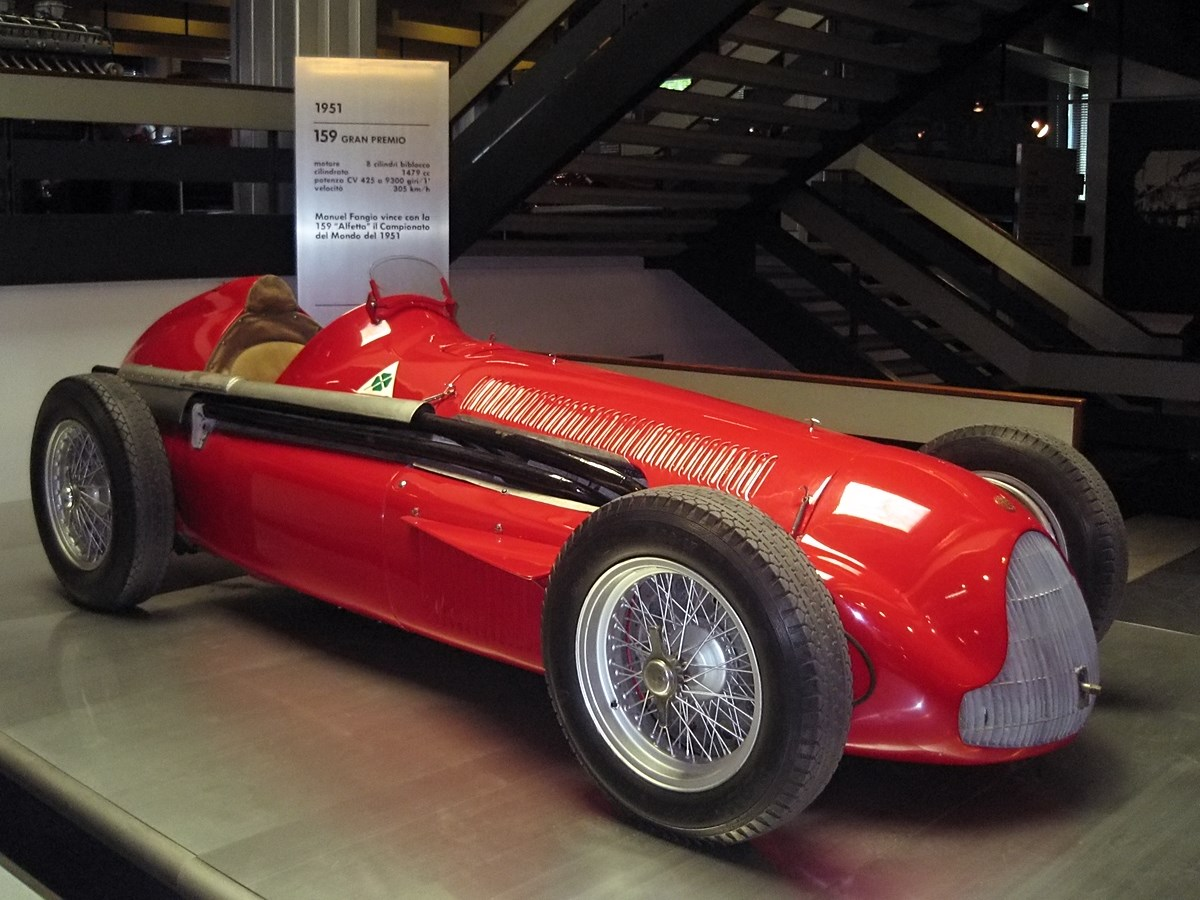
Juan Manuel Fangio va ser campió amb aquest Alfa Romeo 159 l'any 1951.

De mica en mica durant les dècades de 1960 i 1970 la categoria va anar agafant forma i els equips van començar a fer recerca. Principalment es va començar a estudiar l'aerodinàmica dels vehicles, en concret l'anomenat efecte terra, que aconseguia que els vehicles poguessin elevar considerablement la seva velocitat de pas per corba.
Durant els últims anys d'aquesta època la formació de la Fédération Internationale du Sport Automobile (FISA) l'any 1979 va acabar desembocant en un enfrontament entre la FISA i la FOCA en la qual el president de la FISA (Jean Marie Balestre) va enfrontar-se contínuament amb l'Associació de Constructors de la Fórmula 1 (FOCA) a causa dels drets televisius de la categoria.

### Era V10 (1980-2005)
- Popularitat (1981–1999)

L'any 1981 es va signar el primer Pacte de la Concòrdia, un contracte entre els equips per tal de repartir-se els beneficis obtinguts a través dels drets televisius. Aquest acord va posar fi a la coneguda guerra entre la FISA i la FOCA i va contribuir al domini econòmic que té Bernie Ecclestone en l'esport.
La FIA va prohibir els efectes de terra l'any 1983 en una època en què dominaven els motors turbo que tenien una potència d'uns 700 cavalls. L'any 1986 els cotxes turbo arribaren als 1100 cavalls (i fins i tot a 1400 cavalls en règims de qualificació), els cotxes van ser els més potents de la història. Per tal de reduir la velocitat la FIA va limitar la capacitat del dipòsit de gasolina l'any 1984 i va decidir finalment prohibir els motors turbo l'any 1989.
L'arribada de grans pilots a la categoria va fer que la popularitat cresques arreu del món. Entre d'altres seran recordats els duels entre Ayrton Senna i Alain Prost o els de Michael Schumacher i Mika Hakinnen. De fet la mort d'Ayrton Senna l'any 1994 al circuit d'Imola va ser un punt d'inflexió en la seguretat que ha anat millorant a passos gegants des de llavors.
- L'era Ferrari (2000-2004)

Al principi del segle XXI l'alemany Michael Schumacher pilotant per la Scuderia Ferrari va trencar tots els rècords absoluts establerts a la categoria incloent els 5 campionats del món de Juan Manuel Fangio, el record de victòries d'Alain Prost i el record de pole position d'Ayrton Senna.
- La mediatització a Espanya (2005)

Per tal de reduir els costos de la categoria la FIA va prohibir els motors V10 de cara al 2006. Així l'any 2005, any del primer campionat del món de Fernando Alonso amb l'equip Renault i de la popularització de l'esport a Espanya va ser també l'últim any dels motors V10 a la categoria.
Amb l'aparició de Fernando Alonso i els bons resultats que obté es crea a Espanya un corrent de simpatia envers la F1, que porta a un moviment anomenat alonsomania.

### Últims anys (2006-actualitat)
L'any 2006 a causa de les noves regulacions de la FIA la majoria d'equips van desenvolupar motors V8. Fernando Alonso va ser campió també aquest any i amb 25 anys és el doble campió més jove per davant de Michael Schumacher que va assolir aquesta fita amb 26 anys 27 i 28 anys
El 2007 va estar un any ple de novetats, la retirada de Michael Schumacher va portar Kimi Raikkönen a la Ferrari, on fa equip amb Felipe Massa. Aquí Kimi va guanyar el campionat de pilots i el de constructors.
Fernando Alonso va passar a l'equip McLaren a la recerca de nous reptes i com a company té Lewis Hamilton qui va destacar com el millor debutant de la història de la categoria amb 9 podis consecutius, tot i que al final de la temporada i després d'un fi de campionat catastròfic per ell va acabar perdent el títol de campió del món que ja tenia gairebé assegurat, ja que a falta de dues curses (20 punts) portava 18 punts d'avantatge a Kimi.
Fernando Alonso va decidir tornar a Renault a la temporada 2008, any en què es proclamà campió el seu excompany a McLaren, el britànic Lewis Hamilton.
La temporada 2009 Ross Brawn compra l'equip Honda després de la retirada de la marca japonesa i forma l'equip Brawn GP, que es proclama campió del món de constructors. Així mateix, es proclama campió del món de pilots amb el britànic Jenson Button. Aquest equip per la seva banda es comprat per Mercedes que d'aquesta forma entra a la Fórmula 1.

### Fets històrics
La competició automobilística de primer ordre comença ja a principis de segle:
- 1906 Primera edició del «Gran Premi de França».
- 1908 Primera edició del «Gran Premi dels Estats Units».
- 1929 Primera edició del «Gran Premi de Mònaco».
- 1947 Creació de la reglamentació «Fórmula 1».
- 1948 Ferrari alinea els seus primers cotxes en un Gran Premi.

El campionat del món de Fórmula 1 pren cos el 1950.
- 1950 Creació del Campionat del Món modern. Primera cursa al Gran Premi de Gran Bretanya
- 1951 Primera cursa al Circuit de Pedralbes.
- 1958 Primera participació de Maria Teresa de Filippis la primera dona que va competir a la F1. Posteriorment hi ha hagut altres pilots femenins (un total de 5).
- 1969 Primera cursa al Circuit de Montjuïc.
- 1991 Primera cursa al Circuit de Catalunya.
- 1994 Mor al Circuit d'Imola el brasiler Ayrton Senna. Veure Pilots de Fórmula 1 morts en accident per veure la llista completa.
- 2008 Primera cursa al Circuit Urbà de València.
- 2010 2 pilots catalans a la Fórmula 1.
- 2014 Accident mortal de Jules Bianchi al Gran Premi del Japó (va xocar contra la grua que retirava el Sauber-Ferrari d'Adrian Sutil).
- 2020 Els efectes de la Pandèmia de COVID-19 van reduir el calendari a 17 curses,[6] i en 25 d'octubre de 2020 Lewis Hamilton es va convertir en el pilot que va guanyar més victòries de la història.[7]

## Organització
L'esport és regulat per la Fédération Internationale de l'Automobile (FIA) situada a la Plaça de la Concòrdia de París i que actualment presideix Max Mosley. Els drets comercials de la competició són gestionats pel Formula One Group presidit per Bernie Ecclestone i que actualment té com a accionista majoritari el grup Alpha Prema.
Organismes
- La FIA (Federació Internacional de l'Automòbil), presidida per Jean Todt i amb seu a la Plaça de la Concòrdia de París s'encarrega de la direcció tècnica i esportiva i, per tant, determina la reglamentació i les sancions.
- La FOA (Formula One Association), presidida per Bernie Ecclestone, organitza les curses.
- La FOM (Formula One Management), presidida també per Bernie Ecclestone s'ocupa de la part comercial especialment dels drets de difusió televisiva.

## Reglamentació
Vegeu Reglament de la Fórmula 1

### Puntuació
Històricament la puntuació ha determinat l'ordre a la classificació del campionat del món de pilots i de constructors, i en cas d'empats decideix per qui hagi assolit millors posicions en carrera.
En el cas dels constructors, la suma dels punts dels seus pilots determina els punts totals de l'equip i la posició final al campionat.
El sistema de puntuació ha anat canviant al llarg del temps, arribant-se a la fórmula actual (Temporada 2010 de Fórmula 1) de puntuar deu pilots i donar més importància a la victòria.
| Posició | 1950-1959 | 1960    | 1961-1990 | 1991-2002 | 2003-2009 | A partir de 2010 |
| ------- | --------- | ------- | --------- | --------- | --------- | ---------------- |
| 1º      | 8 punts   | 8 punts | 9 punts   | 10 punts  | 10 punts  | 25 punts         |
| 2º      | 6 punts   | 5 punts | 6 punts   | 6 punts   | 8 punts   | 18 punts         |
| 3º      | 4 punts   | 4 punts | 4 punts   | 4 punts   | 6 punts   | 15 punts         |
| 4º      | 3 punts   | 3 punts | 3 punts   | 3 punts   | 5 punts   | 12 punts         |
| 5º      | 2 punts   | 2 punts | 2 punts   | 2 punts   | 4 punts   | 10 punts         |
| 6º      | -         | 1 punt  | 1 punt    | 1 punt    | 3 punts   | 8 punts          |
| 7º      | -         | -       | -         | -         | 2 punts   | 6 punts          |
| 8º      | -         | -       | -         | -         | 1 punt    | 4 punts          |
| 9°      | -         | -       | -         | -         | -         | 2 punts          |
| 10º     | -         | -       | -         | -         | -         | 1 punt           |

## Seguretat
Els circuits de Fórmula 1 disposen dels darrers equipaments en matèria de seguretat i confort. Això no ha estat sempre cert i nombrosos drames van ser conseqüència directe d'aquestes mancances. A causa d'això la llista de Pilots de Fórmula 1 morts en accident arriba fins als 27 membres, entre elles la del 3 cops campió del món Ayrton Senna al Gran Premi de San Marino de 1994, i la de Jules Bianchi al Gran Premi del Japó del 2014 que és de moment, l'últim dels pilots morts en conseqüència del seu gravíssim accident (i que el pilot de Sauber, Adrian Sutil, va ser-ne testimoni).
Avui en dia, en canvi, cada centímetre quadrat d'un circuit és estrictament reglamentat en gran part degut a les accions i peticions realitzades tant per part de Sir Jackie Stewart com per l'Associació de pilots (GPDA). El Circuit de Catalunya, ja des de la seva creació, ha estat un dels circuits més segurs del campionat però en canvi altres circuits més antics han hagut d'adaptar el seu traçat per tal d'oferir les màximes garanties als pilots. No obstant el Gran Premi de Mònaco suposa una excepció a les exigents regles en matèries de seguretat però el glamour que envolta aquesta cursa ha aconseguit que es mantingui al calendari any rere any.

### Banderes i cotxe de seguretat
Les banderes a la Fórmula 1, i per extensió a l'automobilisme són la manera oficial de comunicar els comissaris de pista les seves instruccions als pilots. Ells han de conèixer i respectar les diferents banderes.
Les dimensions mínimes són 60 × 80 cm, excepte la vermella i la de quadres que han de ser de com mínim 80 × 100 cm.
| Bandera                             | Denominació                         | Forma de presentació          | Significat |
| ----------------------------------- | ----------------------------------- | ----------------------------- | --- |
| Bandera de quadres                  | Bandera a quadres                   | Agitada                       | Final de carrera, o si escau, de cadascuna de les sessions de la competició. |
| Bandera vermella                    | Bandera vermella                    | Agitada                       | Detenció dels entrenaments o de la carrera ja sigui per un accident o per causes meteorològiques. Tots els pilots han de reduir immediatament la seva velocitat, detenir-se si és necessari i tornar als boxes (o al lloc previst pel reglament de la prova). Està prohibit avançar. Aquesta bandera es mostra únicament per ordre del director de carrera. Tots els semàfors del traçat es posaran en vermell. |
| Bandera groga                       | Bandera groga                       | Agitada                       | Perill, no es permet l'avançament i s'ha de reduir la velocitat. Pot ser mostrada als pilots de dues formes diferents: - Una bandera groga: reduir la velocitat i estar preparats per variar la traçada a causa de la presència d'un perill en una vora de la pista o en una part de la mateixa. - Dues banderes grogues: reduir la velocitat, no avançar i preparar-se per variar la traçada o fins i tot per detenir-se a causa de la presència d'un perill que obstrueix la pista totalment o parcialment. Es mostren normalment en el lloc de senyalització immediatament anterior al perill, encara que en algunes ocasions es poden mostrar en més d'un. La presència d'aquesta bandera abans de la sortida, per la impossibilitat d'algun conductor de començar, obliga a la cancel·lació de la sortida. Després d'aquesta cancel·lació, se sol realitzar una altra volta d'escalfament. |
| Bandera groga · Safety car          | Bandera groga i rètol «SC»          | Agitada la groga              | El cotxe de seguretat (safety car en anglès) està intervenint en la pista, pel cal reduir la velocitat, no avançar, i fins i tot estar preparats per detenir-se i variar la traçada ja que un perill obstrueix de forma total o parcial la pista. |
| Bandera groga amb franges vermelles | Bandera groga amb franges vermelles | Estàtica                      | Existència en la pista d'un element que causa disminució de l'adherència, pot mostrar-se per restes d'oli o per presència de fragments de cotxe en pista, també es mostra en aquelles zones del circuit on la pista està seca i comença a ploure. Els conductors hauran de reduir la velocitat en aquest punt. |
| Bandera verda                       | Bandera verda                       | Agitada                       | El perill ha passat i es pot tornar a avançar. Quan el director de carrera ho requereixi, es pot mostrar també durant la volta d'escalfament o al principi d'una sessió d'entrenaments de forma simultània en tots els llocs de senyalització. |
| Bandera blava                       | Bandera blava                       | Agitada                       | Té diversos significats segons quan s'utilitzi: - Sempre (en entrenaments i carreres): es mostra estàtica al final del pit lane per indicar al pilot que surt del pit lane que hi ha cotxes que s'aproximen per la pista. El semàfor del pit lane també mostra un senyal parpellejant lluminosa blava. - En els entrenaments: el pilot ha de cedir el pas a un cotxe més ràpid al com es precedeix. - En la carrera: el pilot està a punt a ser doblat per un altre pilot que ha realitzat almenys una volta més. El pilot que serà doblat ha de permetre l'avançament tan aviat com sigui possible. |
| Bandera dividida                    | Bandera dividida                    | Estàtica amb el dorsal        | El pilot ha realitzat una maniobra antiesportiva. Es presenta una sola vegada. |
| Bandera negra                       | Bandera negra                       | Estàtica al costat del dorsal | El pilot ha de detenir-se en el seu box o en el lloc designat prèviament en el briefing la propera vegada que es passi per l'entrada del pit lane. |
| Bandera blanca                      | Bandera blanca                      | Agitada                       | Existeix un vehicle molt més lent en la pista, ja sigui d'emergències o de carreres. |
| Bandera negra amb cercle            | Bandera negra amb cercle            | Estàtica al costat del dorsal | Indica al pilot que el seu vehicle té problemes mecànics que poden constituir un perill pels altres pilots i per a ell; pel que s'haurà de detenir en el seu box al més aviat possible. Actualment no és gaire utilitzada, ja que se sol avisar el pilot d'aquestes situacions mitjançant ràdio. |
|                                     | Bandera groga i rètol <<VSC>>       | Agitada la groga              | Indica que hi ha perill però no suficient com perquè surti un <<Safety Car>>. En cas de què surti, s'ha de reduir un 40% la velocitat i no adelentar en aquella zona perillosa. |

Actualment hi ha uns leds en els volants dels pilots de tres colors: groc, blau i vermell, que els indiquen si hi ha mostrada alguna bandera (groga o vermella) o si els estan mostrant una bandera blava (led blava).

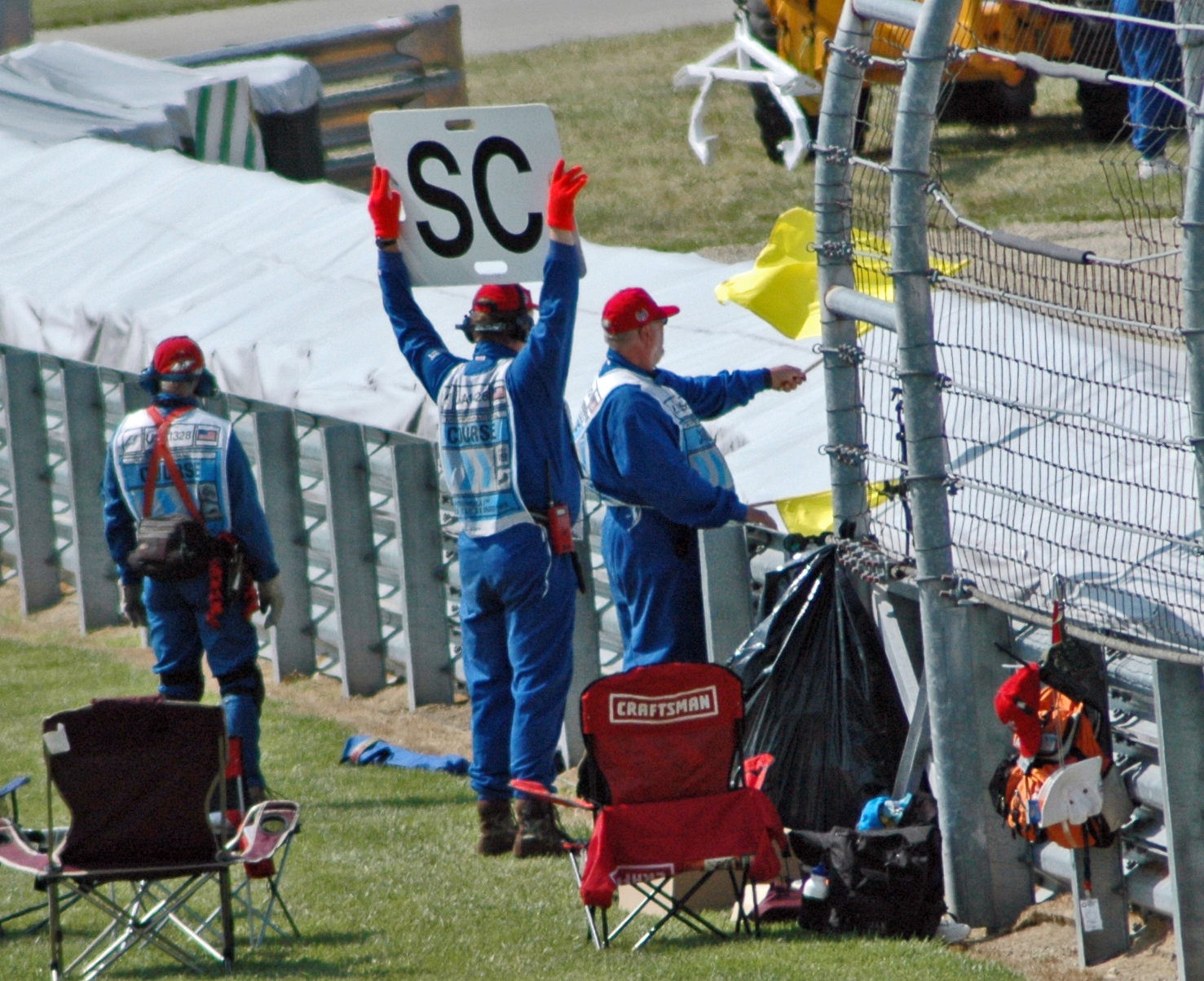
Una bandera groga amb el cartell de SC (cotxe de seguretat) durant el Gran Premi dels Estats Units del 2004.

El cotxe de seguretat és un vehicle de l'organització que depèn directament de Direcció de Carrera. La seva funció bàsica és la de neutralitzar les carreres per agrupar als participants davant un incident greu o per causes meteorològiques. La presència del cotxe de seguretat en la pista s'indica mitjançant un rètol amb les lletres «SC» (de l'anglès safety car, cotxe de seguretat) acompanyat d'una bandera groga.
Des de 1995, Mercedes-Benz és el responsable de subministrar aquest vehicle (menys algunes excepcions com el Gran Premi de l'Argentina de 1996 en el que es va utilitzar un Renault Clio). Des de l'any 2000, el pilot encarregat de conduir-ho és l'expilot del DTM alemany Bernd Mayländer.

### Entrenament, control mèdic i lluita antidopatge
Els pilots de Fórmula 1 són atletes d'alt nivell amb una gran condició física, ja que el seu cos s'ha d'adaptar a exigències específiques que requereixen molta resistència, exigències bastant properes a les necessitats imposades als pilots de Motociclisme de velocitat. Els pilots de gran envergadura (com Alexander Wurz que mesura més d'1,80 m) són desfavorits a causa de la talla molt estreta de la cabina. Per suportar els g laterals, els pilots han de tenir una bona musculatura del coll. Els músculs de l'avantbraç, de les mans, de les cames, estan igualment molt sol·licitats i han de ser poderosos, sense ser massa voluminós, la qual cosa és garantit per la tècnica de «stretching».
Un equip mèdic segueix els pilots a cada escuderia. Els pilots han de conservar el seu pes i la forma cuidant la dietètica, mantenir la seva força física, el seu estat de forma per un entrenament físic atlètic (quatre hores d'entrenament per dia de footing, de ciclisme o de V.T.T. De musculació), mantenir una forma física òptima prevenint i cuidant les malalties, administrant el cansament i vigilant la recuperació durant els desplaçaments.
La FIA posa en marxa al nivell internacional controls antidopatge per a tots els seus campionats, a un ritme determinat i variable (d'un a alguns anualment), que apunten a quatre a sis pilots aproximadament.

## Tecnologia
Al circuit de Monza (Gran Premi d'Itàlia), els Fórmula 1 poden assolir la velocitat de 365 km/h. En una corba molt ràpida, un cotxe pot arribar a 5 g d'acceleració lateral.
Les prestacions en acceleració són (avaluades amb un Renault R25 de 2005 - motor V10):
- 0 a 100 km/h: 1,9 segons
- 0 a 200 km/h: 3,9 segons
- 0 a 300 km/h: 8,4 segons (més o menys, en funció de la configuració aerodinàmica)

En una Fórmula 1, quan el pilot aixeca el peu del pedal de l'accelerador a alta velocitat, la desceleració és d'1 g, o sigui l'equivalent a la frenada d'un cotxe esportiu. Això és degut principalment a l'aerodinàmica. Gràcies als frens de carboni el cotxe redueix de 300 km/h a una detenció completa en menys de 3,5 segons, la desceleració assoleix llavors de 5 a 6 g. Un Fórmula 1 passa de 100 a 0 km/h en 17 metres aproximadament.
Si bé un monoplaça modern de Fórmula 1 és un cotxe (disposa de quatre rodes, d'un motor de combustió interna, d'un volant i es desplaça en dues dimensions sobre una via asfaltada), la tecnologia excepcional que concorre el seu disseny, sobretot en la gestió dels fluxos d'aire i per la posada a punt i l'ús de materials molt lleugers i resistents, l'acosta al que es té el costum de veure en aeronàutica (aerodinàmica, proves en túnel de vent, materials estructurals manllevats a l'aeronàutica, enginyeries de xassís i aerodinàmiques sovint procedents de l'aeronàutica). Aquesta secció aborda, sense tanmateix ser exhaustiu, certs aspectes de la tecnologia de la Fórmula 1.

### Aerodinàmica

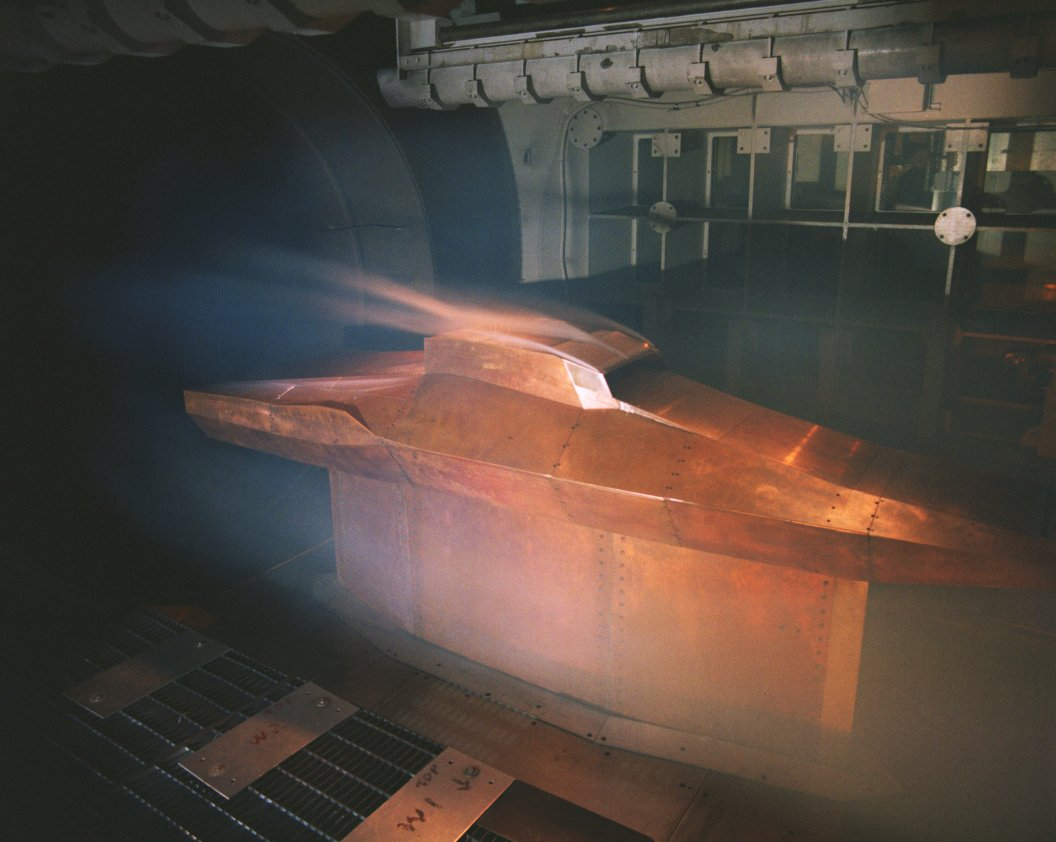
Test en túnel de vent.

L'aerodinàmica és fonamental, fins i tot, i potser més, en una disciplina on el principi de no-carenat de les rodes genera una resistència aerodinàmica molt perjudicial per a les prestacions. Tots els elements externs del cotxe es tenen en compte, incloent-hi els triangles de rodes i braç de suspensió, el casc del pilot, els retrovisors, etcètera. Els alerons principals, davant i darrere, són els elements més aparents, però el fons pla evacua l'aire cap a difusors molt sofisticats situats al darrere, aquests últims, així com nombrosos petits apèndixs, participen en la prestació aerodinàmica del cotxe.
La incidència dels fluxos d'aire en el comportament del cotxe és essencial, la dificultat és d'obtenir el millor compromís possible entre permetre una penetració òptima de la monoplaça a l'aire (Cx) per tal d'anar de pressa en línia recta, i un suport aportat pels alerons fixos, per «enganxar-se» a la pista en corba ràpida. Es veuran cotxes molt fins als circuits ràpids de tipus Monza, i alerons molt presents als circuits lents del tipus Mònaco.
Per guanyar un Gran Premi, una escuderia necessita un bon túnel de vent i enginyers molt especialitzats. Per estudiar i millorar el comportament aerodinàmic d'un monoplaça, aquests fan servir els programes de simulació de dinàmica de fluids (coneguts com a CFD de l'anglès «Computational Fluid Dynamics», que es pot traduir al català per «Mecànica de Fluids Numèrica» (MFN)) i realitzen proves en el túnel, analitzant les diferents configuracions d'alerons, pontons i els altres elements aerodinàmics. Es fan milers d'hores de proves amb maquetes a escala abans de construir els monoplaces o de fabricar les peces a mida real. Per a la temporada 2008, BMW Sauber disposa d'un túnel a escala u mentre que Renault té un túnel a escala un mig.

### Motor
| Anys      | Cilindrada atmosfèrics   | Cilindrada turboalimentats | Disposició del motor | Limitació de RPM |
| --------- | ------------------------ | -------------------------- | -------------------- | ---------------- |
| 1950-1951 | 4500 cc                  | 1500 cc                    | No limitat           | No limitat       |
| 1952-1953 | 2000 cc                  | No permés                  | No limitat           | No limitat       |
| 1954-1960 | 2500 cc                  | 750 cc                     | No limitat           | No limitat       |
| 1961-1965 | 1500 cc                  | No permés                  | No limitat           | No limitat       |
| 1966-1985 | 3000 cc                  | 1500 cc                    | No limitat           | No limitat       |
| 1986-1987 | No permés                | 1500 cc                    | V6                   | No limitat       |
| 1988      | 3500 cc                  | 1500 cc                    | Indiferent           | No limitat       |
| 1989-1994 | 3500 cc                  | No permés                  | No limitat           | No limitat       |
| 1995-2000 | 3000 cc                  | No permés                  | No limitat           | No limitat       |
| 2000-2005 | 3000 cc                  | No permés                  | V10                  | No limitat       |
| 2006      | 2400 cc V8 o 3000 cc V10 | No permés                  | V8 o V10             | 16.800 rpm       |
| 2007-2008 | 2400 cc                  | No permés                  | V8                   | 19.000 rpm       |
| 2009-2013 | 2400 cc                  | No permés                  | V8                   | 18.000 rpm       |
| 2014      | No permés                | 1600 cc                    | V6                   | 15.000 rpm       |

Des de la creació de la disciplina, s'han provat totes les arquitectures motors en Fórmula 1. Es compten en efecte motors a 2, 4, 6, 8, 10, 12 i fins i tot 16 cilindres, motor boxer, Motor en línia, Motor en V, Motor en H, atmosfèrics, sobrealimentats per un compressor o un turbocompressor. Les marques més prestigioses de l'automòbil (Ferrari, Lamborghini, Maserati, BMW, Mercedes Benz…) o les més populars (Renault, Toyota, Ford) han participat en el campionat del món per tal d'augmentar el seu renom intentant triomfar al més alt nivell de la competició. Si bé existeix un campionat del món de pilots i un campionat de constructors, no hi ha campionat dels fabricants de motors (cosa que no ha impedit a Renault declarar-se «6 vegades campions del món entre 1992 i 1997», atribuint-se així els títols guanyats per Williams F1 Team i Benetton). Ferrari és el fabricant de motors amb més victòries de la Fórmula 1 amb 205 victòries, davant de Ford Cosworth amb 176 victòries i Renault amb 113 victòries després del Gran Premi Del Canadà 2008.
Els motors de Fórmula 1 es poden classificar en quatre categories principals:
- Els motors dissenyats pels grans constructors d'automòbils per propulsar els seus monoplaces o els monoplaces privats (Ferrari, Renault, Toyota…)
- Els motors dissenyats per oficines especialitzades compromeses en Fórmula 1 (Repco, Cosworth, Weslake, Motori Moderni…)
- Els motors dissenyats per oficines especialitzades per compte de grans constructors o a partir de motors dels grans constructors (Judd per compte de Yamaha, Cosworth a partir de blocs Ford, Mecachrome a partir de blocs Renault, Mugen a partir de blocs Honda, Hart…)
- Els motors que porten el nom del soci comanditari principal d'una escuderia però que no són de fet més que una «reconstrucció» d'un motor existint (Playlife, Petronas, Acer, Megatron, Mecachrome…)

La nova reglamentació imposa Motors V8 d'una cilindrada de 2.400 cm³. Els millors V8 poden arribar als 780 Cavalls, mentre que alguns antics V10 de trompetes variables (es parla de sobrealimentació acústica) superaven els 900 cavalls. Per raons de seguretat, l'augment de potència s'ha fet impossible, ja que la FIA ha imposat la congelació de l'evolució dels motors durant cinc anys. El règim màxim dels motors ha estat en principi limitat a 19000 voltes/minut per un limitador electrònic el 2008 després a 18000 voltes/minut el 2009. Per assolir tals nivells de prestació, els enginyers han desenvolupat tecnologies inèdites, com l'anomenada pneumàtica de les vàlvules, que permeten assolir règims tan elevats.
El consum mitjà d'un Fórmula 1 és de 75 litres de gasolina (sense plom) per 100 km. El reabastament de carburant es fa a pressió amb una mànega a 12 litres aproximadament per segon (9 kg de carburant per segon).
|  |  |  |

### Transmissió i caixa de canvis

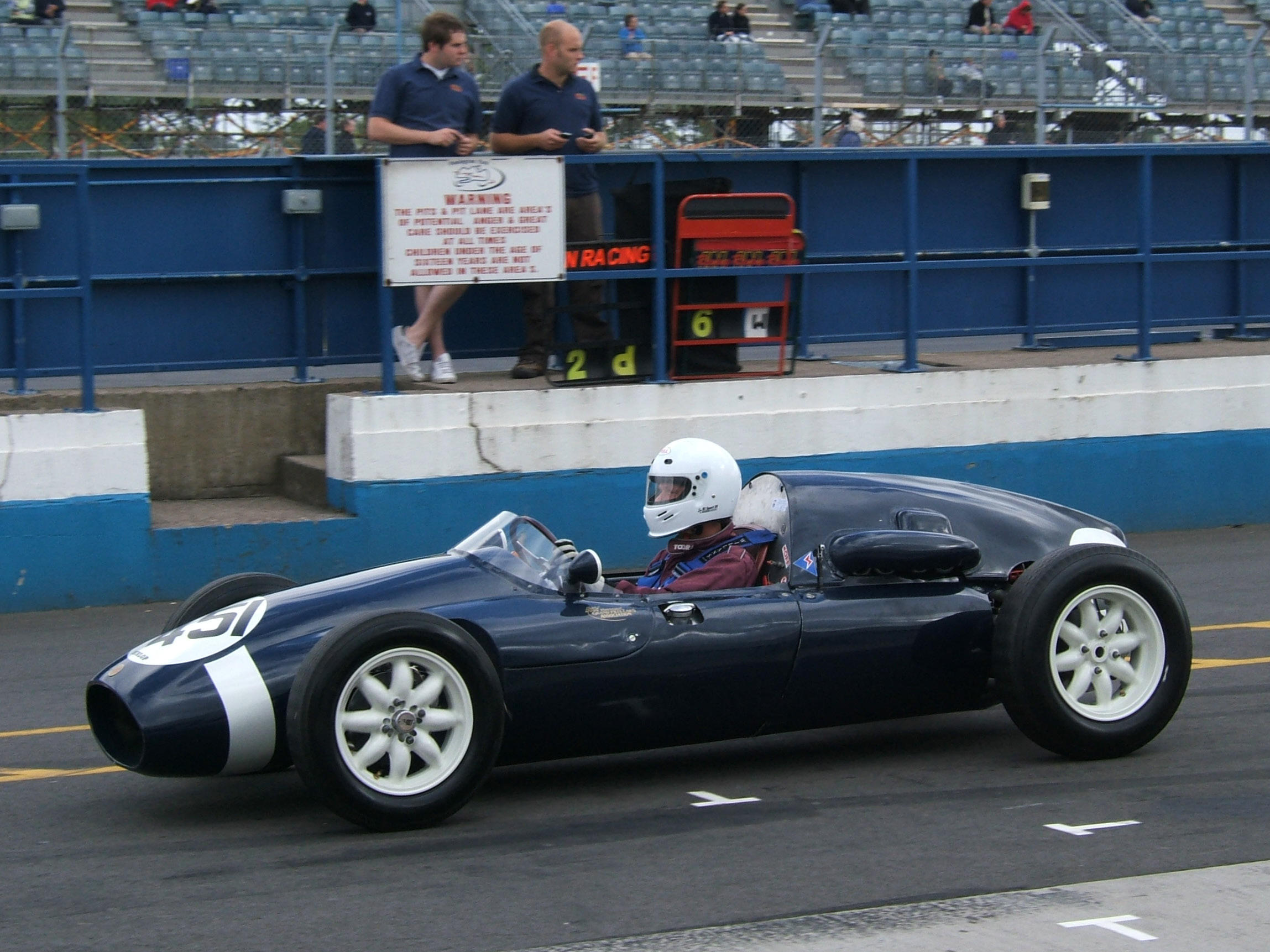
Cooper T45 amb motor central-darrere del Rob Walker Racing del 1958

Els monoplaces de Fórmula 1 són propulsats per un motor situat al darrere des del començament dels anys 1960. El motor avui es disposa en posició central (just darrere el pilot), això permet un millor repartiment de les masses i prescindir d'arbre de transmissió davant-darrere gràcies a l'acoblament motor-caixa directe.
El motor i la caixa de canvi formen un conjunt anomenat «portador». En el prolongament del casc de davant, constitueixen la part del darrere del xassís. La caixa es col·loca darrere del motor, comprèn un diferencial i els semi-arbres a les rodes, els triangles de rodes, així com els braços i el sistema de suspensió del darrere hi estan directament acoblats. L'aleró del darrere i altres difusors de flux d'aire també estan fixats sobre la caixa de canvi.
La caixa de canvis té com a característica principal un canvi de velocitats semiautomàtic seqüencial que fa que no calgui el pedal de l'embragatge per canviar de relació. El pilot només té necessitat d'actuar sobre una paleta col·locada sota el volant per reduir o passar a la velocitat superior, el canvi de relació es fa de manera instantània, sense aixecar el peu de l'accelerador en el cas d'augment. Tots els monoplaces tenen set velocitats. Renault, qui havia triat de no tenir més que sis velocitats ha passat a la caixa de set des de 2006.
Des de 2008, una substitució de la caixa de canvis abans d'haver complert quatre Grans Premis consecutius penalitza el pilot en cinc llocs a la línia de sortida. Des de 2008 també, tot sistema electrònic per controlar la rotació de les rodes (sistema d'antipatinatge a l'acceleració o d'antibloqueig al fre) està prohibit. També està prohibit tot dispositiu o sistema d'assistència electrònica que previngui el pilot de la degradació de l'estat de les rodes.
El 2009, la FIA va autoritzar la instal·lació als monoplaces d'un sistema de recuperació de l'energia cinètica de frenada, el Kers. Aquest nou sistema podrà emmagatzemar com a màxim 60 kWh per volta de pista i restituir-los a petició del pilot durant un màxim de sis segons i mig (en continu o en diverses vegades) a plena potència o sigui aproximadament 80 cavalls suplementaris.

### Volant

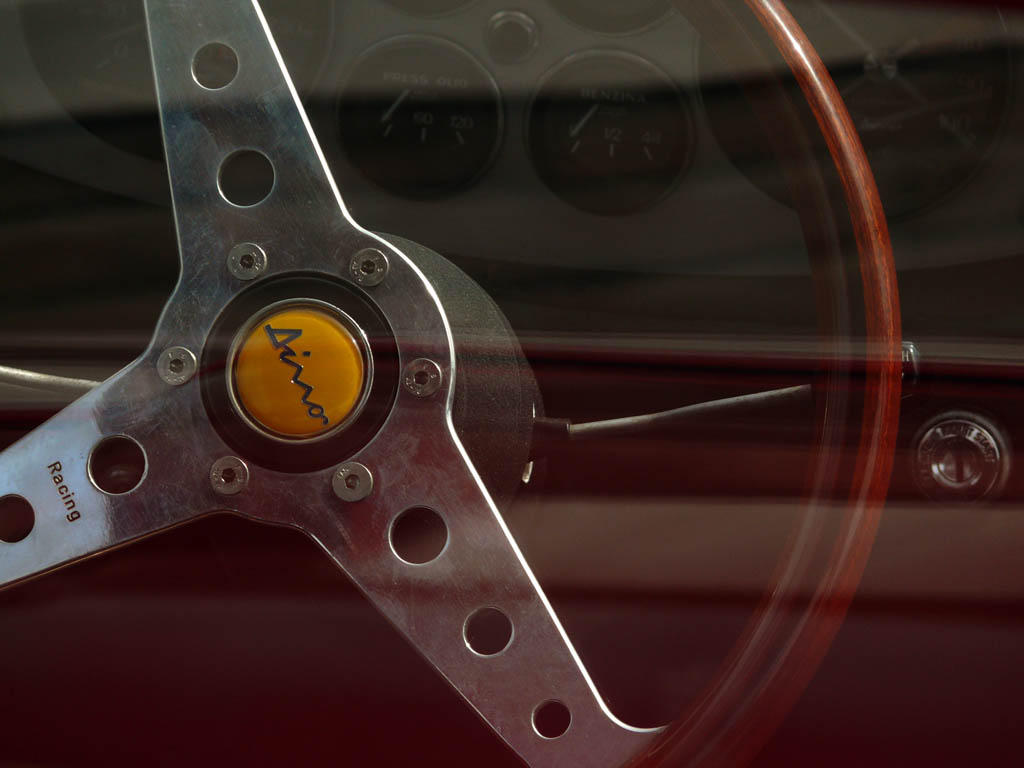
Un volant Momo de Ferrari Dino D246 de 1958

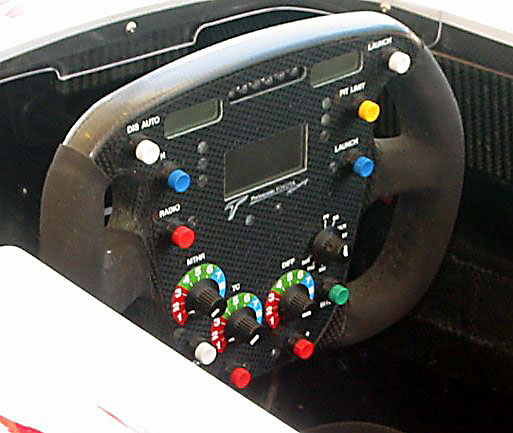
Un volant de Toyota de 2003

Una cabina de monoplaça de Fórmula 1, encara que respecti d'ara endavant quotes mínimes definides per la reglamentació tècnica de se la FIA, roman molt exigu. D'altra banda, un pilot ha d'estar permanentment vigilant i concentrat i no pot desviar la seva atenció de la conducció (trajectòries i posició dels competidors...). Aquestes dues restriccions (exigüitat de la cabina i necessitat de reunir el màxim d'informacions en el camp de visió del pilot) han conduït a tornar a definir completament el disseny i la funció del volant dels monoplaces de Fórmula 1. Aquest ja no és un molest cercle metàl·lic destinat a canviar la direcció del cotxe sinó que s'ha convertit en el pas els anys en un verdader tauler de control trufat de dispositius electrònics, que proposa informacions destinades al pilot.
El volant, sobretot des de l'aparició de les caixa de canvi semiautomàtiques a paletes, reuneix d'ara endavant funcions fins llavors disseminades sobre el tauler de control, que avui ja no existeix. A Excepció dels pedals d'acceleració i de fre, els cotxes de Fórmula 1 veuen el conjunt de les seves funcions reagrupades sobre el volant. Es troben al darrere les paletes de canvi de velocitats i una paleta d'embragatge (per a la sortida o en cas de detenció) i sobre la cara de davant, els comandaments de punt mort (Neutral), la marxa enrere, els botons de la ràdio de comunicació amb els enginyers presents als boxes, el limitateur de velocitat per entrar a la via dels boxes, les rodetes d'ajust de repartició del fre, del diferencial, de l'accelerador electrònic a la sortida, de l'ajust de la riquesa de la barreja aire-benzina així com les pantalles i díodes que indiquen el règim motor i la necessitat de canviar de relació de la caixa. Pantalles de cristalls líquids donen el nombre de voltes efectuades, la relació de canvi connectada, el temps en la volta, la pressió d'oli, les temperatures dels diversos òrgans de la màquina. etcètera.
El volant ha perdut la seva forma circular, està aixafat en la seva part inferior (per limitar l'espai que ocupa) i en la part superior per millorar la visibilitat. A més, els pilots el fan emmotllar a la mida de les seves mans enguantades per guanyar en ergonomia.
La cabina d'una Fórmula 1 és molt exigua. Per entrar-hi o sortir-ne, cal retirar el volant. El reglament tècnic imposa que el pilot pugui deixar el cotxe en menys de cinc segons; per allò fer, el volant ha de poder ser retirat de manera instantània. Cada volant es produeix de forma artesanal segons un plec de condicions propi de cada equip, el seu cost és molt elevat.

### Pneumàtics
Als començaments de la Fórmula 1, hi havia presents quatre fabricants: Dunlop (174 GP), Pirelli (200 GP), Englebert (61 GP) i Firestone (500 milles d'indianapolis i F1, 120 GP). Avon i Continental havien calçat els cotxes de Fórmula 1, abans de deixar pas a Goodyear (493 GP), Bridgestone (218 GP (després del Gran Premi d'Hongria 2009)) i Michelin (215 Gp).
| Neumàtics   | Nacionalitat | Període                                |
| ----------- | ------------ | -------------------------------------- |
| Avon        | Regne Unit   | 1954, 1956-1957, 1959, 1981            |
| Bridgestone | Japó         | 1976-1977, 1997-2009                   |
| Continental | Alemanya     | 1954-1955, 1958                        |
| Dunlop      | Regne Unit   | 1950-1970, 1976-1977                   |
| Englebert   | Bèlgica      | 1950-1958                              |
| Firestone   | Estats Units | 1950-1960, 1966-1974                   |
| Goodyear    | Estats Units | 1967-1998                              |
| Michelin    | França       | 1977-1984, 2001-2006                   |
| Pirelli     | Itàlia       | 1950-1958, 1981-1986, 1989-1991, 2010- |

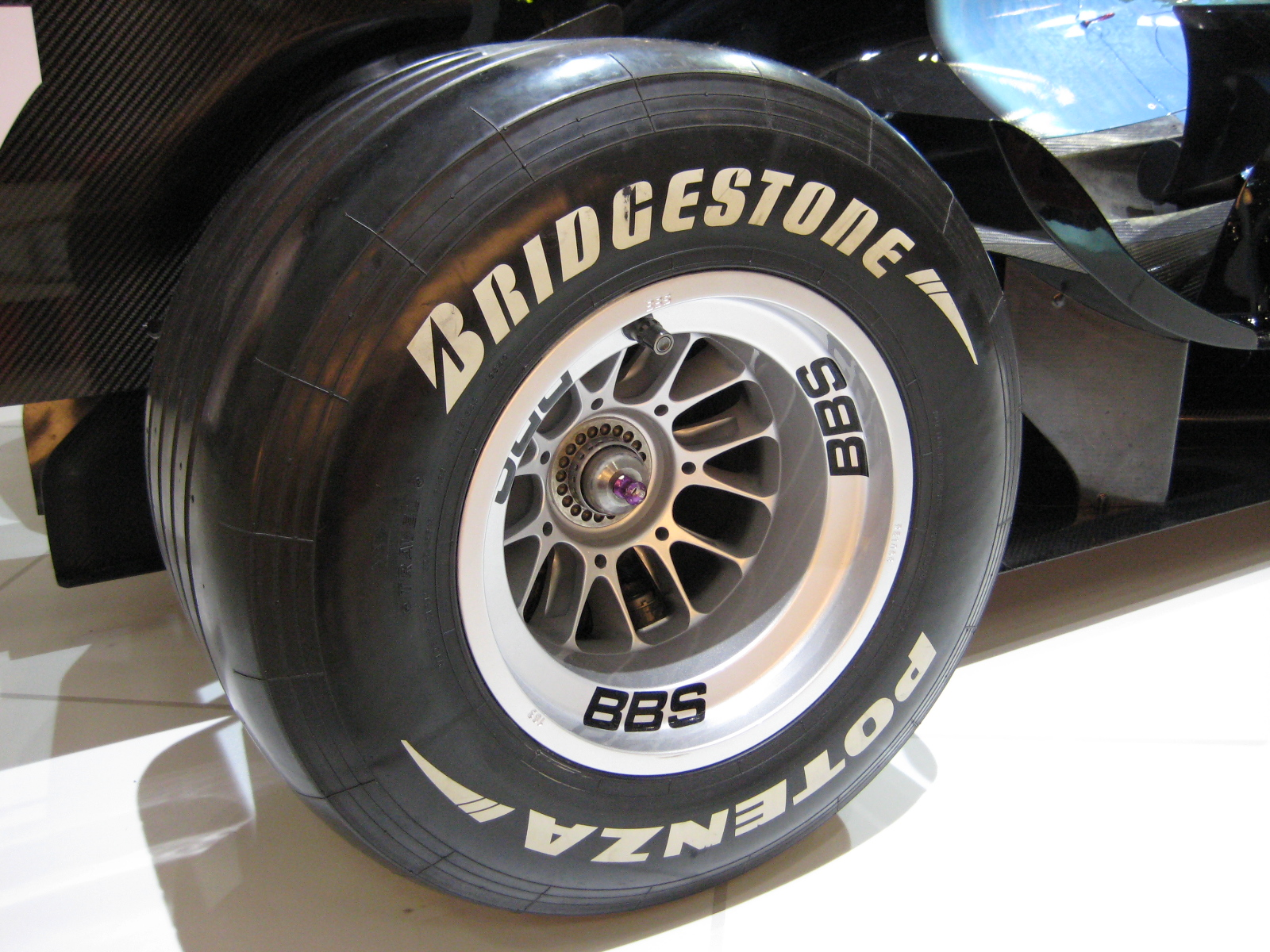
Bridgestone, únic fabricant des de 2007.

Els pneumàtics són un element essencial del monoplaça, és l'única part del cotxe en contacte amb la pista. Contràriament als pneumàtics que equipen un automòbil normal, els pneumàtics de carrera no es fan per durar sinó per adherir-se el màxim possible a la pista. Són molt més tous, més resistents i més lleugers, i es poden canviar diverses vegades durant una carrera.

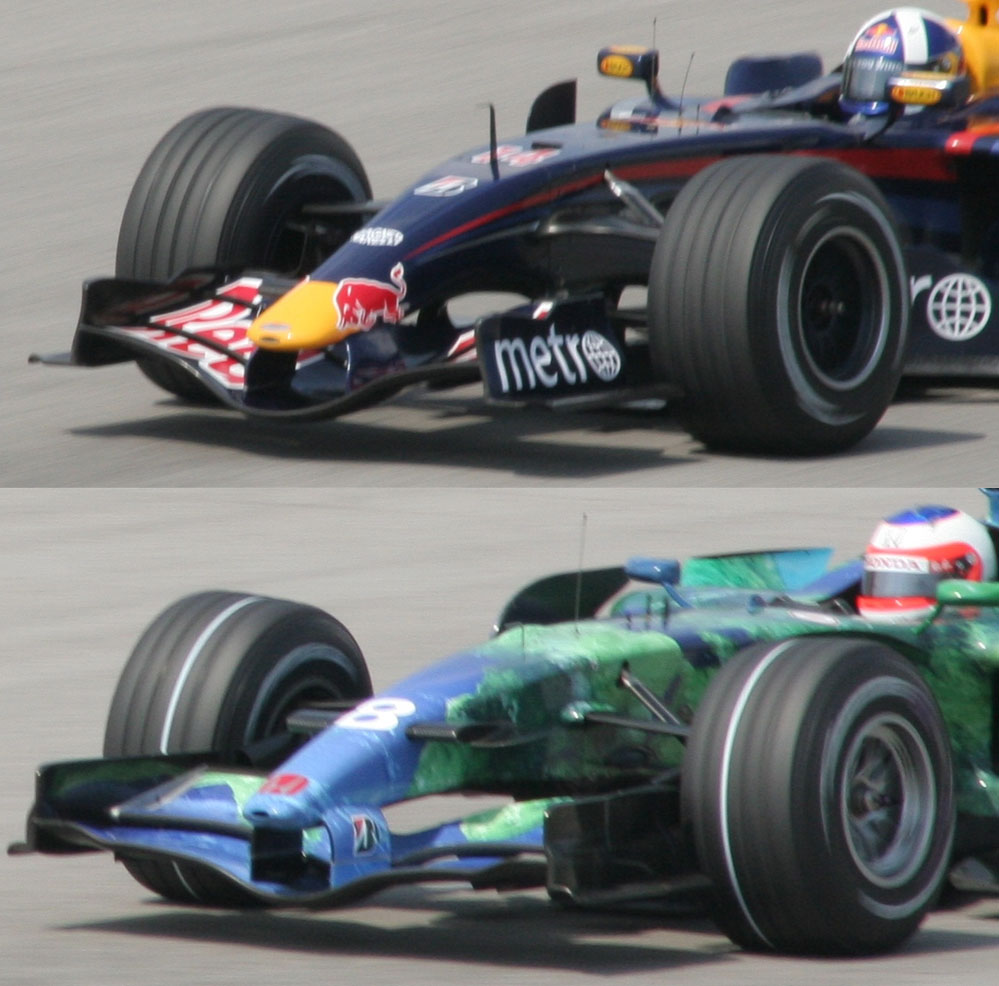
Banda blanca que indica la qualitat de pneumàtic més tou.

El reglament, abans de 2009, imposava un mínim de quatre ranures als pneumàtics, amb l'objectiu d'alentir els cotxes en viratge. Aquests no podien ser més amples de 355 mm al davant i 380 mm al darrere. Des del començament de la temporada 2007, Bridgestone és l'únic fabricant per la Fórmula 1. Es proposen dues qualitats de pneumàtic sec (més dur / més tou) per cada carrera (aquestes qualitats són diferents per a cada circuit, segons l'asfalt, el clima, les velocitats assolides, etc.), els més tous dels dos es marquen amb una línia blanca sobre la banda de rodament perquè els espectadors puguin distingir-los. Cada cotxe ha de fer servir almenys una vegada cada tipus de pneumàtic sec durant una carrera. Aquests pneumàtics assoleixen la seva eficàcia òptima entre 90 °C i 110 °C, la qual cosa explica l'ús de mantes tèrmiques als boxes i a la línia de sortida. Perquè la pressió, factor extremadament important en el comportament d'un pneumàtic, no variï en funció de la temperatura, es fa servir una barreja de gas de baixa densitat, en comptes d'aire
En cas de pluja, es proposen dues qualitats de pneumàtics, pluja (un pneumàtic molt esculpit per evacuar un màxim d'aigua) i intermedi. Els pneumàtics de pluja tenen un diàmetre exterior més gran (flancs més alts) per tal d'elevar el centre de gravetat del cotxe sobre la pista molla.
Les llandes, molt fines i lleugeres, són d'aliatge de magnesi. El reglament imposa als constructors un lligam que connecta la roda al xassís en cas d'accident. Des de 2006, s'han vist aparèixer escuts de carboni muntats sobre les llandes davant i darrere, aquests tenen per funció una millora de l'aerodinàmica i una ventilació millor dels frens.
El 2009, reapareixen els pneumàtics slicks (sense ranures a la banda de rodament). Per diferenciar les qualitats de les gomes, Bridgestone posa una marca verda al cim dels flancs dels pneumàtics de la barreja més tova proposada en el moment de cada Gran Premi. El 2010, la banda de rodament dels pneumàtics de davant es redueix de 270 a 245 mm.

### Sistema de fre

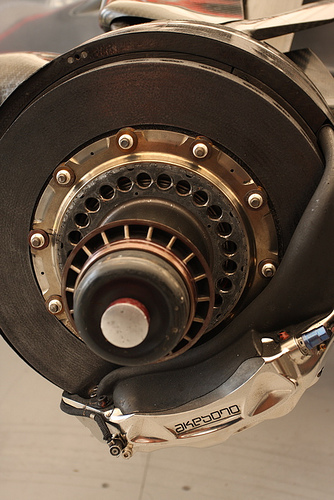
Fre de disc de carboni d'un McLaren - Mercedes.

Per reduir la velocitat d'un monoplaça, el sistema de fre transforma l'energia cinètica del vehicle en calor fent servir un disc fixat al cub de la roda i de les pastilles que venen fregar de cada costat del disc. Amb el pes reduït, l'àmplia adhesió al sòl dels pneumàtics i els frens a disc de carboni (en acer per als vehicles de sèrie), un Fórmula 1 és particularment eficaç al frenar. El 1993, Renault va realitzar un test comparatiu de frenada de 100 a 0 km/h entre un Twingo, un Alpine A610 i un Williams F1 Team de Fórmula 1. El cotxe de sèrie s'atura en 46 metres, l'esportiu en 40 metres i el Fórmula 1 en només 18 metres. Els frens en carboni necessiten pujar a una molt alta temperatura (de 350 a 500 °C) per ser perfectament eficaços, la qual cosa explica les fases d'acceleració-frenada dels pilots en el moment de la volta abans de la sortida d'un Gran Premi. Al sistema de fre se li associen escotilles de refredament: jugant amb la seva mida i la seva obertura, els enginyers modifiquen la temperatura dels frens en funció de la temperatura ambient i de les exigències dels circuits.

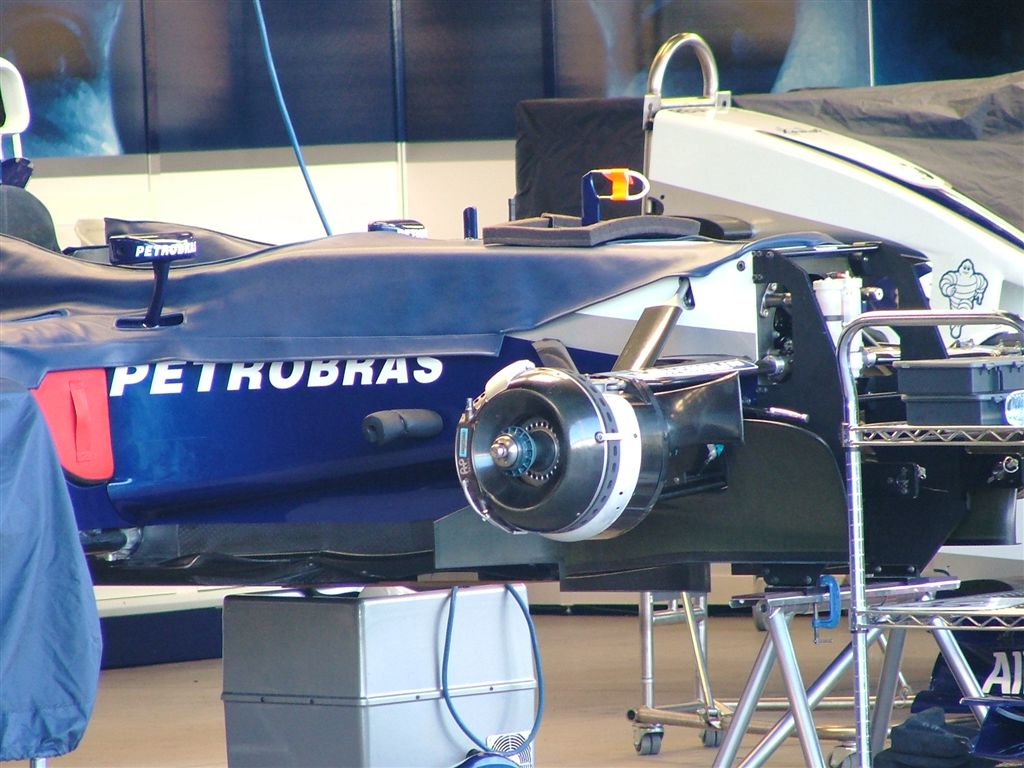
Fre de disc de Williams Fw27.

La reglamentació tècnica obliga als monoplaces a disposar de dos circuits hidràulics de fre separats (davant i darrere) però accionats per un sol pedal, per tal que un pugui funcionar (per evitar un accident) en cas de fallida de l'altre. El diàmetre màxim dels discs de fre es fixa a 278 mm, el seu gruix màxim a 28 mm i només s'admet una única mandíbula de frens d'alumini amb sis pistons. El refredament dels frens s'efectua únicament per aire i el sistema no ha de sobresortir del darrere de la roda.
S'havien desenvolupat nombrosos sistemes electrònics que actuaven sobre el sistema de fre per dominar millor l'adherència del monoplaça. Els sistemes d'antipatinatge actuaven de manera simultània sobre el fre i l'acceleració per evitar un patinatge excessiu de les rodes. Els sistemes d'antibloqueig de les rodes permetien evitar les guinyades del tren del darrere mentre que els sistemes electrònics de sortida automatitzada administraven l'acceleració del monoplaça en afluixar el pedal de fre a la sortida. Tots aquests sistemes en endavant estan prohibits.

## Aspectes econòmics

### Pressupost d'una escuderia, salaris
El pressupost sumat de les onze escuderies de Fórmula 1 per la temporada 2007 és de 2.300 milions d'euros. El 2007, el pressupost de McLaren-Mercedes es compon així: 300 milions de dòlars a què subministra Mercedes (del qual 60 milions per a la posada a nivell del motor, simuladors i el manteniment de l'indret de Woking), 75 milions aportats per Vodafone, 32 milions de la part d'Esso i 60 milions dels altres socis comanditaris. Honda depèn de 316 milions, Ferrari segueix amb 301 milions i Toyota és quart amb 295 milions. Renault, campió del món el 2006, no puja més que al sisè lloc amb 255 milions d'euros (als quals s'afegeixen tanmateix les primes de la FOM, o sigui un pressupost total de 395 milions de dòlars). El més petit pressupost és el de l'escuderia neerlandesa Spyker amb 53,5 milions d'euros.
Les troballes dels enginyers de Fórmula 1 han fet progressar molt l'automòbil de sèrie A més a més, una victòria és sense cap dubte profitós en la imatge de marca d'un constructor. Allibera «un missatge de fiabilitat i de prestació al voltant del producte» havia declarat Carlos Ghosn (president de Renault) en una entrevista. És per això que els constructors no vacil·len a ingressar centenars de milions d'euros per fer-se soci d'una escuderia. Per mostrar-se clarament amb un gran equip, el tiquet principal té un cost de cinquanta milions d'euros. Els socis secundaris es bolquen entre deu i quinze milions per temporada. Els drets de televisió vessats al mèrit dels resultats i els productes derivats constitueixen altres fonts d'ingressos importants.

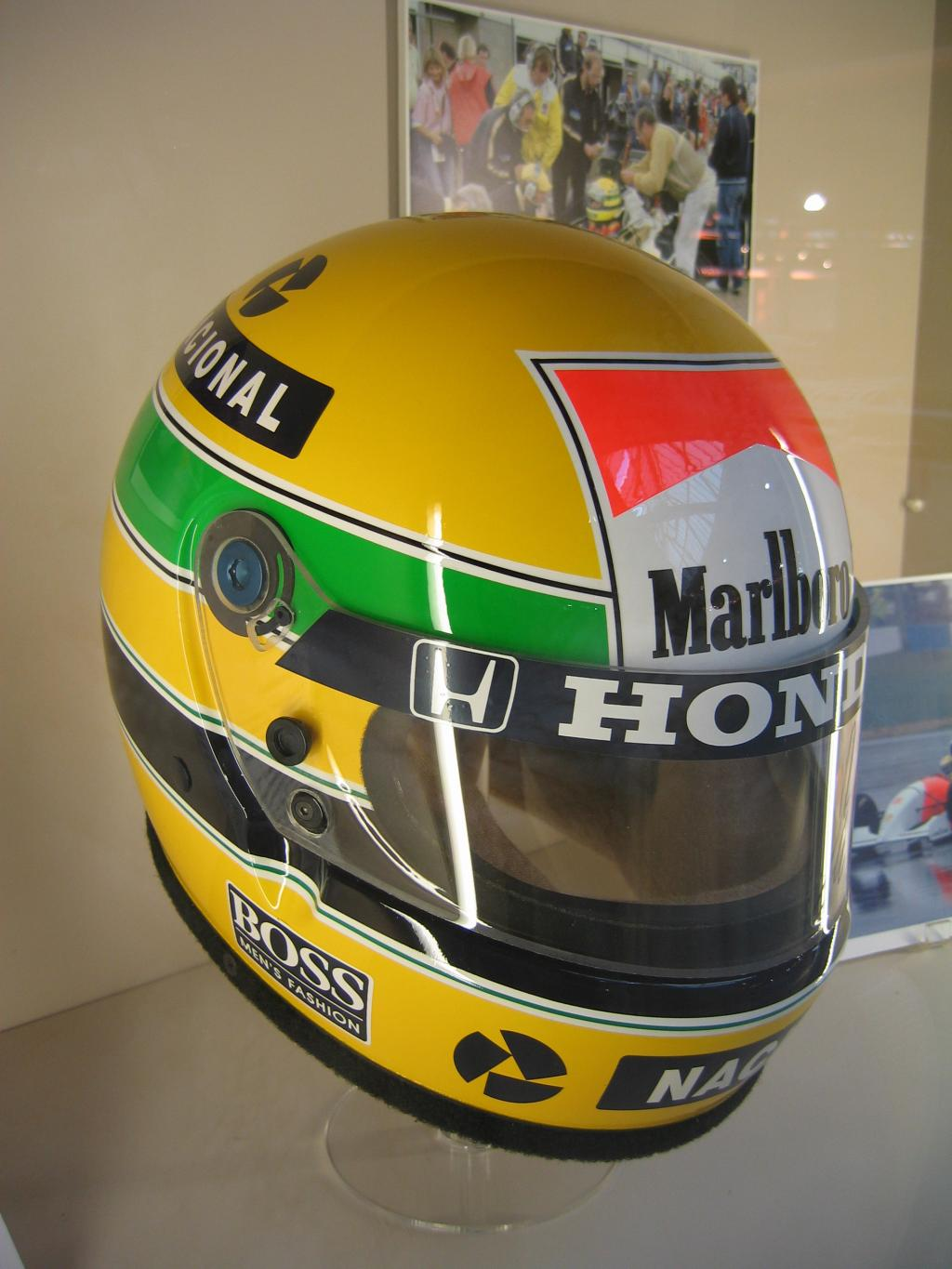
Casc d'Ayrton Senna amb la publicitat dels seus sponsors

Gairebé totes les escuderies són europees, la majoria amb seu a Anglaterra a la « Motorsport Valley, un triangle Northampton-oxford-milton Keynes. Anglaterra compta avui 2.200 empreses i 38.500 assalariats implicats en el cotxe d'esport, algunes quadres són instal·lades al nord d'Itàlia i a Alemanya.
Els ingressos dels millors pilots són entre els més grans del món esportiu, incloent-hi totes les disciplines. Michael Schumacher és l'any 2005 l'esportista més ben pagat del món. El seu salari a Ferrari és de 35 milions d'euros però altres ingressos s'hi afegeixen, com les sumes pagades pels patrocinadors (Puma, L'oréal, Vodafone) i l'interès sobre la venda de productes derivats en la imatge del campió. Encara que hagi deixat la Fórmula 1, continua tenint còmodes ingressos. Lewis Hamilton, després d'una sola temporada, certament plena de promeses i de resultats, té un contracte daurat · . Els salaris dels pilots de Fórmula 1 varien. Fernando Alonso rep el 2008 un salari brut anual de prop de 30 milions d'euros mentre que Sébastien Bourdais es conformaria amb 1,5 milió d'euros. Aquests salaris comprenen els ingressos dels agents i altres empleats d'aquests esportistes, així, Kimi Räikkönen cobra, el 2008, 34 milions d'euros de salari brut anual, però no cobraria ell mateix més que 17 milions d'euros de salari real. Segons l'enquesta del bisetmanari francès França Futbol, Kimi Räikkönen i Fernando Alonso ocupen respectivament els cinquè i sisè llocs del Top 10 dels esportistes més remunerats darrere Tiger Woods (golf), Oscar De La Hoya (boxa), Phil Mickelson (golf), David Beckham (futbol) i davant dos altres jugadors de futbol i dos jugadors americans de bàsquet.

### Mecenatge, patrocinadors
La Fórmula 1 ha pres, al fil dels anys, una dimensió mundial. És una disciplina molt pionera, tècnica, que necessita enginyers, pilots talentosos, cotxes perfeccionats. Des del començament de la competició automòbil, la indústria ha comprès l'interès de l'exposició d'una marca en el moment d'un esdeveniment popular, a la punta de la tecnologia. Si els cotxes són nets de publicitat, els mecenes aporten els seus suports,destacant en primer lloc, els proveïdors, els carburants i les companyies petrolieres.
Conscient dels costos cada vegada més elevats de la competició, la Comissió esportiva internacional de la FIA autoritza els equips a recórrer als sponsors extraesportius el 1968. Visionari en l'àmbit tècnic, Lluç Chapman és igualment un precursor en l'àmbit comercial, i aprofita la recent autorització de la Csi per signar una col·laboració amb el grup de tabac Imperial Tobacco. Els Lotus deixen per tant el seu tradicional lliurea «British Racing Green» per als colors vermella i or del fabricant de tabac Gold Leaf. És el començament de la fi per al vell codi dels colors, fins i tot si Ferrari no renunciarà mai al vermell italià. McLaren i Lotus han conegut vestits de nombrosos colors, al grat de les seves col·laboracions, els fabricants de tabac han estat molt de temps els principals arrendadors de fons. Actualment però, principalment per raons legislatives com la Llei évin a França ha deixat de ser-ho. · .

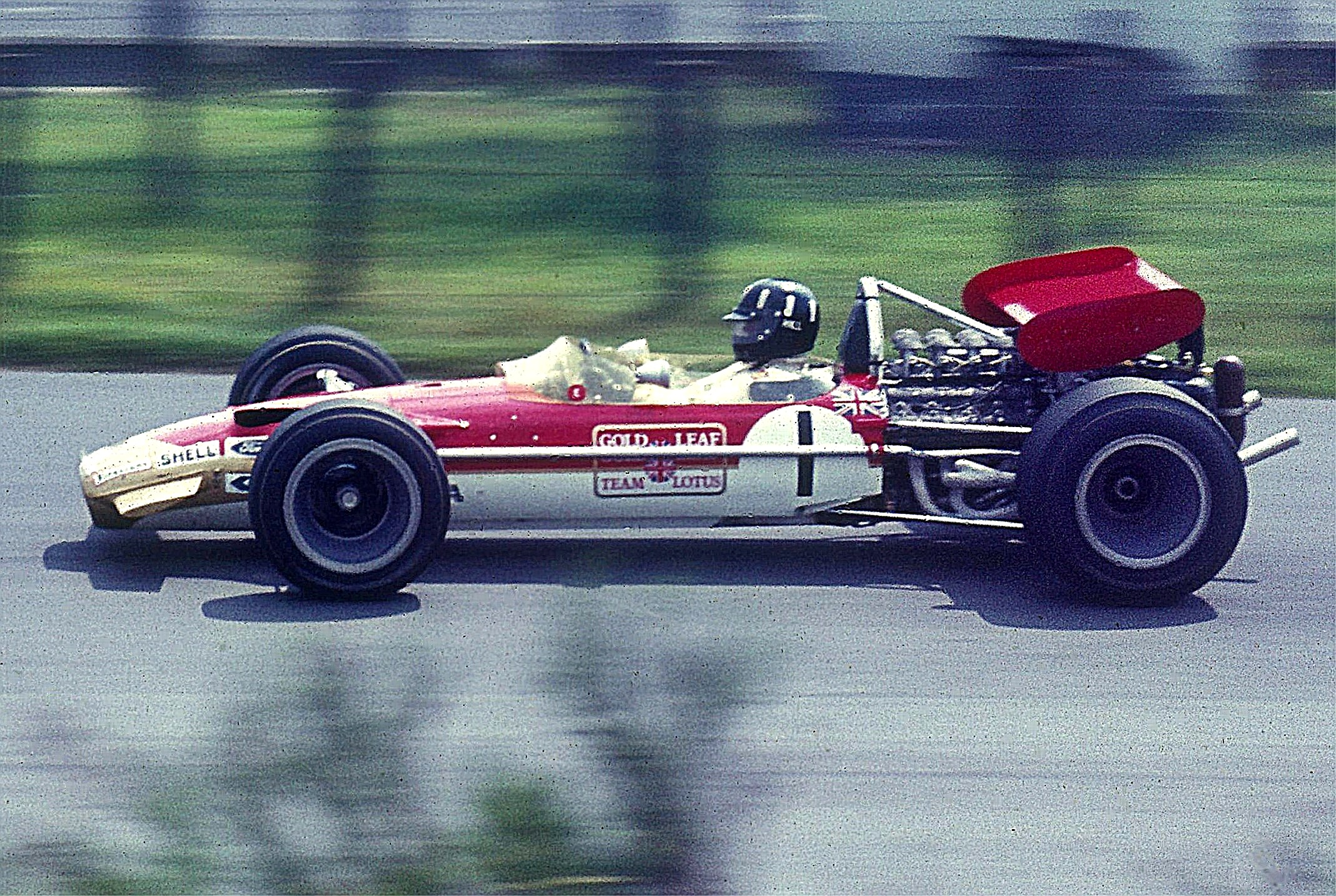
Graham Hill sobre el seu Lotus (1969).

El tiquet d'entrada per a un inversionista pot semblar elevat i el rendiment aleatori. Tanmateix, la inversió en Fórmula 1 pot ser una bona col·locació. Segons un estudi intern, el banc ING, després del seu primer any com a patrocinador de l'equip Renault F1 Team, ha vist la seva clientela augmentar d'un 30% a certs països. El banc Santander és un patrocinador secundari de McLaren. Per a The Economist, la seva imatge és prou bona per ingressar 12 milions d'euros el 2008 i ser associada a la quadra Renault F1 Team pel seu programa Universia. Renault, amb les victòries de Fernando Alonso, ha venut vehicles en països com la Xina on la marca és considerada com esportiva, popular i jove. A la temporada 2010 el grup Santander ha passat a ser l'espònsor principal de l'escuderia Ferrari.

### Organització d'un Gran Premi
Una ciutat com València, Espanya ha realitzat una inversió de quaranta-un milions d'euros per tenir un Gran Premi el 2008. De més, cal ingressar, cada any, milions d'euros a les societats dirigides per Bernie Ecclestone. Segons les estimacions, l'impacte econòmic per a la ciutat estarà tocant els quaranta-vuit milions d'euros per temporada.

### Ingressos de la Fórmula 1
Els periodistes Christian Sylt i Caroline Reid han establert una relació sobre les finances de la Fórmula 1 per a la revista especialitzada Formula Money. El 2009, les recaptacions totals han estat de 4,6 mil milions de dòlars (o sigui 3,2 mil milions d'euros), un retrocés de 200 milions de dòlars (140 milions d'euros) respecte a l'exercici precedent.
Les despeses dels equips, en resposta a la imposició dels nous reglaments de la FIA apuntant a reduir els costos, han disminuït d'1,6 a 1,1 mil milions de dòlars. L'única retirada d'Honda Racing F1 Team al final de la temporada 2008 ha contribuït a una baixada de 350 milions de dòlars d'inversió. La crisi econòmica mundial ha jugat igualment un gran paper en la caiguda de les recaptacions, ja que els ingressos que provenen dels socis comanditaris han disminuït d'un 8%, passant de 771 milions de dòlars el 2009 contra 837 milions el 2008.
Entre 2008 i 2009, els costos de la plaça (suma pagada a la FIA per l'organitzador d'un Gran premi perquè l'esdeveniment es pugui mantenir al calendari oficial) han augmentat d'un 11% mentre que el calendari no comptava més que 17 carreres en lloc de 18. Formula Money considera que aquest augment està vinculat a l'organització del nou Gran Premi d'Abu Dhabi que té recursos financers molt importants. Les recaptacions vinculades als drets d'organització pugen a 448 milions de dòlars el 2009 i encara haurien d'augmentar amb les inscripcions al calendari dels Gran Premi de Corea i del Canadà.
Els drets vinculats a la retransmissió televisada de les carreres han generat recaptacions en augment d'un 18% amb un total de 450 milions de dòlars.

## Les grans empreses (1981-2000)
A partir de la dècada de 1970, Bernie Ecclestone va reorganitzar la gestió dels drets comercials de la Fórmula 1. Ecclestone és àmpliament reconegut per la transformació de l'esport en negocis de mils de milions de dòlars.

## Cronologia
| 0 | 1 | 2 | 3 | 4 | 5 | 6 | 7 | 8 | 9 | 0 | 1 | 2 | 3 | 4 | 5 | 6               | 7 | 8 | 9 | 0                 | 1                 | 2                 | 3                 | 4                 | 5                 | 6                 | 7                 | 8                 | 9                 | 0                 | 1                   | 2                   | 3                   | 4                   | 5                   | 6                    | 7                    | 8                    | 9                    | 0                    | 1                    | 2                    | 3                    | 4                    | 5                    | 6                    | 7                    | 8                    | 9                    | 0                    | 1                    | 2                      | 3                      | 4                      | 5                      | 6                      | 7                      | 8                       | 9                       | 0                       | 1                       | 2                       | 3                       | 4                       | 5                       | 6                       | 7                       | 8                       | 9                        | 0                        | 1                      | 2                      | 3                      | 4                    | 5                    | 6                    | 7                    | 8                    | 9                    |                      |                    |                    |                    |
| Ferrari (1950–) |   |   |   |   |   |   |   |   |   |   |   |   |   |   |   |                 |   |   |   |                   |                   |                   |                   |                   |                   |                   |                   |                   |                   |                   |                     |                     |                     |                     |                     |                      |                      |                      |                      |                      |                      |                      |                      |                      |                      |                      |                      |                      |                      |                      |                      |                        |                        |                        |                        |                        |                        |                         |                         |                         |                         |                         |                         |                         |                         |                         |                         |                         |                          |                          |                        |                        |                        |                      |                      |                      |                      |                      |                      |                      |                    |                    |                    |
| |   |   |   |   |   |   |   |   |   |   |   |   |   |   |   | McLaren (1966–) |   |   |   |                   |                   |                   |                   |                   |                   |                   |                   |                   |                   |                   |                     |                     |                     |                     |                     |                      |                      |                      |                      |                      |                      |                      |                      |                      |                      |                      |                      |                      |                      |                      |                      |                        |                        |                        |                        |                        |                        |                         |                         |                         |                         |                         |                         |                         |                         |                         |                         |                         |                          |                          |                        |                        |                        |                      |                      |                      |                      |                      |                      |                      |                    |                    |                    |
| |   |   |   |   |   |   |   |   |   |   |   |   |   |   |   |                 |   |   |   | Tyrrell (1970–98) | Tyrrell (1970–98) | Tyrrell (1970–98) | Tyrrell (1970–98) | Tyrrell (1970–98) | Tyrrell (1970–98) | Tyrrell (1970–98) | Tyrrell (1970–98) | Tyrrell (1970–98) | Tyrrell (1970–98) | Tyrrell (1970–98) | Tyrrell (1970–98)   | Tyrrell (1970–98)   | Tyrrell (1970–98)   | Tyrrell (1970–98)   | Tyrrell (1970–98)   | Tyrrell (1970–98)    | Tyrrell (1970–98)    | Tyrrell (1970–98)    | Tyrrell (1970–98)    | Tyrrell (1970–98)    | Tyrrell (1970–98)    | Tyrrell (1970–98)    | Tyrrell (1970–98)    | Tyrrell (1970–98)    | Tyrrell (1970–98)    | Tyrrell (1970–98)    | Tyrrell (1970–98)    | Tyrrell (1970–98)    | BAR (1999–2005)      | BAR (1999–2005)      | BAR (1999–2005)      | BAR (1999–2005)        | BAR (1999–2005)        | BAR (1999–2005)        | BAR (1999–2005)        | Honda (2006–2008)      | Honda (2006–2008)      | Honda (2006–2008)       | Brawn (2009)            | Mercedes (2010-)        | Mercedes (2010-)        | Mercedes (2010-)        | Mercedes (2010-)        | Mercedes (2010-)        | Mercedes (2010-)        | Mercedes (2010-)        | Mercedes (2010-)        | Mercedes (2010-)        | Mercedes (2010-)         | Mercedes (2010-)         | Mercedes (2010-)       | Mercedes (2010-)       | Mercedes (2010-)       | Mercedes (2010-)     | Mercedes (2010-)     | Mercedes (2010-)     | Mercedes (2010-)     | Mercedes (2010-)     | Mercedes (2010-)     |                      |                    |                    |                    |
| |   |   |   |   |   |   |   |   |   |   |   |   |   |   |   |                 |   |   |   |                   |                   |                   |                   |                   |                   |                   | Williams (1977–)  |                   |                   |                   |                     |                     |                     |                     |                     |                      |                      |                      |                      |                      |                      |                      |                      |                      |                      |                      |                      |                      |                      |                      |                      |                        |                        |                        |                        |                        |                        |                         |                         |                         |                         |                         |                         |                         |                         |                         |                         |                         |                          |                          |                        |                        |                        |                      |                      |                      |                      |                      |                      |                      |                    |                    |                    |
| |   |   |   |   |   |   |   |   |   |   |   |   |   |   |   |                 |   |   |   |                   |                   |                   |                   |                   |                   |                   |                   |                   |                   |                   | Toleman (1981–1985) | Toleman (1981–1985) | Toleman (1981–1985) | Toleman (1981–1985) | Toleman (1981–1985) | Benetton (1986–2001) | Benetton (1986–2001) | Benetton (1986–2001) | Benetton (1986–2001) | Benetton (1986–2001) | Benetton (1986–2001) | Benetton (1986–2001) | Benetton (1986–2001) | Benetton (1986–2001) | Benetton (1986–2001) | Benetton (1986–2001) | Benetton (1986–2001) | Benetton (1986–2001) | Benetton (1986–2001) | Benetton (1986–2001) | Benetton (1986–2001) | Renault F1 (2002–2011) | Renault F1 (2002–2011) | Renault F1 (2002–2011) | Renault F1 (2002–2011) | Renault F1 (2002–2011) | Renault F1 (2002–2011) | Renault F1 (2002–2011)  | Renault F1 (2002–2011)  | Renault F1 (2002–2011)  | Renault F1 (2002–2011)  | Lotus (2012-2015)       | Lotus (2012-2015)       | Lotus (2012-2015)       | Lotus (2012-2015)       | Renault F1 (2016–2020)  | Renault F1 (2016–2020)  | Renault F1 (2016–2020)  | Renault F1 (2016–2020)   | Renault F1 (2016–2020)   | Alpine (2021–)         | Alpine (2021–)         | Alpine (2021–)         | Alpine (2021–)       | Alpine (2021–)       | Alpine (2021–)       | Alpine (2021–)       | Alpine (2021–)       | Alpine (2021–)       | Alpine (2021–)       |                    |                    |                    |
| |   |   |   |   |   |   |   |   |   |   |   |   |   |   |   |                 |   |   |   |                   |                   |                   |                   |                   |                   |                   |                   |                   |                   |                   |                     |                     |                     |                     | Minardi (1985–2005) | Minardi (1985–2005)  | Minardi (1985–2005)  | Minardi (1985–2005)  | Minardi (1985–2005)  | Minardi (1985–2005)  | Minardi (1985–2005)  | Minardi (1985–2005)  | Minardi (1985–2005)  | Minardi (1985–2005)  | Minardi (1985–2005)  | Minardi (1985–2005)  | Minardi (1985–2005)  | Minardi (1985–2005)  | Minardi (1985–2005)  | Minardi (1985–2005)  | Minardi (1985–2005)  | Minardi (1985–2005)    | Minardi (1985–2005)    | Minardi (1985–2005)    | Minardi (1985–2005)    | Toro Rosso (2006–2019) | Toro Rosso (2006–2019) | Toro Rosso (2006–2019)  | Toro Rosso (2006–2019)  | Toro Rosso (2006–2019)  | Toro Rosso (2006–2019)  | Toro Rosso (2006–2019)  | Toro Rosso (2006–2019)  | Toro Rosso (2006–2019)  | Toro Rosso (2006–2019)  | Toro Rosso (2006–2019)  | Toro Rosso (2006–2019)  | Toro Rosso (2006–2019)  | Toro Rosso (2006–2019)   | AlphaTauri (2020–)       | AlphaTauri (2020–)     | AlphaTauri (2020–)     | AlphaTauri (2020–)     | AlphaTauri (2020–)   | AlphaTauri (2020–)   | AlphaTauri (2020–)   | AlphaTauri (2020–)   | AlphaTauri (2020–)   | AlphaTauri (2020–)   | AlphaTauri (2020–)   | AlphaTauri (2020–) | AlphaTauri (2020–) | AlphaTauri (2020–) |
| |   |   |   |   |   |   |   |   |   |   |   |   |   |   |   |                 |   |   |   |                   |                   |                   |                   |                   |                   |                   |                   |                   |                   |                   |                     |                     |                     |                     |                     |                      |                      |                      |                      |                      | Jordan (1991–2005)   | Jordan (1991–2005)   | Jordan (1991–2005)   | Jordan (1991–2005)   | Jordan (1991–2005)   | Jordan (1991–2005)   | Jordan (1991–2005)   | Jordan (1991–2005)   | Jordan (1991–2005)   | Jordan (1991–2005)   | Jordan (1991–2005)   | Jordan (1991–2005)     | Jordan (1991–2005)     | Jordan (1991–2005)     | Jordan (1991–2005)     | Midland (2006)         | Spyker (2007)          | Force India (2008-2018) | Force India (2008-2018) | Force India (2008-2018) | Force India (2008-2018) | Force India (2008-2018) | Force India (2008-2018) | Force India (2008-2018) | Force India (2008-2018) | Force India (2008-2018) | Force India (2008-2018) | Force India (2008-2018) | Racing Point (2019-2020) | Racing Point (2019-2020) | Aston Martin (2021-)   | Aston Martin (2021-)   | Aston Martin (2021-)   | Aston Martin (2021-) | Aston Martin (2021-) | Aston Martin (2021-) | Aston Martin (2021-) | Aston Martin (2021-) | Aston Martin (2021-) | Aston Martin (2021-) |                    |                    |                    |
| |   |   |   |   |   |   |   |   |   |   |   |   |   |   |   |                 |   |   |   |                   |                   |                   |                   |                   |                   |                   |                   |                   |                   |                   |                     |                     |                     |                     |                     |                      |                      |                      |                      |                      |                      |                      | Sauber (1993–2005)   | Sauber (1993–2005)   | Sauber (1993–2005)   | Sauber (1993–2005)   | Sauber (1993–2005)   | Sauber (1993–2005)   | Sauber (1993–2005)   | Sauber (1993–2005)   | Sauber (1993–2005)   | Sauber (1993–2005)     | Sauber (1993–2005)     | Sauber (1993–2005)     | Sauber (1993–2005)     | BMW-Sauber (2006–2009) | BMW-Sauber (2006–2009) | BMW-Sauber (2006–2009)  | BMW-Sauber (2006–2009)  | Sauber (2010-2018)      | Sauber (2010-2018)      | Sauber (2010-2018)      | Sauber (2010-2018)      | Sauber (2010-2018)      | Sauber (2010-2018)      | Sauber (2010-2018)      | Sauber (2010-2018)      | Sauber (2010-2018)      | Alfa Romeo (2019–2023)   | Alfa Romeo (2019–2023)   | Alfa Romeo (2019–2023) | Alfa Romeo (2019–2023) | Alfa Romeo (2019–2023) | Sauber (2024–2025)   | Sauber (2024–2025)   | Audi (2026–)         | Audi (2026–)         | Audi (2026–)         | Audi (2026–)         | Audi (2026–)         |                    |                    |                    |
| |   |   |   |   |   |   |   |   |   |   |   |   |   |   |   |                 |   |   |   |                   |                   |                   |                   |                   |                   |                   |                   |                   |                   |                   |                     |                     |                     |                     |                     |                      |                      |                      |                      |                      |                      |                      |                      |                      |                      |                      | Stewart (1997–1999)  | Stewart (1997–1999)  | Stewart (1997–1999)  | Jaguar (2000–2004)   | Jaguar (2000–2004)   | Jaguar (2000–2004)     | Jaguar (2000–2004)     | Jaguar (2000–2004)     | Red Bull (2005–)       | Red Bull (2005–)       | Red Bull (2005–)       | Red Bull (2005–)        | Red Bull (2005–)        | Red Bull (2005–)        | Red Bull (2005–)        | Red Bull (2005–)        | Red Bull (2005–)        | Red Bull (2005–)        | Red Bull (2005–)        | Red Bull (2005–)        | Red Bull (2005–)        | Red Bull (2005–)        | Red Bull (2005–)         | Red Bull (2005–)         | Red Bull (2005–)       | Red Bull (2005–)       | Red Bull (2005–)       | Red Bull (2005–)     | Red Bull (2005–)     | Red Bull (2005–)     | Red Bull (2005–)     | Red Bull (2005–)     | Red Bull (2005–)     |                      |                    |                    |                    |
| |   |   |   |   |   |   |   |   |   |   |   |   |   |   |   |                 |   |   |   |                   |                   |                   |                   |                   |                   |                   |                   |                   |                   |                   |                     |                     |                     |                     |                     |                      |                      |                      |                      |                      |                      |                      |                      |                      |                      |                      |                      |                      |                      |                      |                      |                        |                        |                        |                        |                        |                        |                         |                         | Virgin (2010)           | Marussia (2011-2014)    | Marussia (2011-2014)    | Marussia (2011-2014)    | Marussia (2011-2014)    | Manor (2015-2016)       | Manor (2015-2016)       |                         |                         |                          |                          |                        |                        |                        |                      |                      |                      |                      |                      |                      |                      |                    |                    |                    |
| |   |   |   |   |   |   |   |   |   |   |   |   |   |   |   |                 |   |   |   |                   |                   |                   |                   |                   |                   |                   |                   |                   |                   |                   |                     |                     |                     |                     |                     |                      |                      |                      |                      |                      |                      |                      |                      |                      |                      |                      |                      |                      |                      |                      |                      |                        |                        |                        |                        |                        |                        |                         |                         | Lotus (2010)            | Caterham (2011-2014)    | Caterham (2011-2014)    | Caterham (2011-2014)    | Caterham (2011-2014)    |                         |                         |                         |                         |                          |                          |                        |                        |                        |                      |                      |                      |                      |                      |                      |                      |                    |                    |                    |
| |   |   |   |   |   |   |   |   |   |   |   |   |   |   |   |                 |   |   |   |                   |                   |                   |                   |                   |                   |                   |                   |                   |                   |                   |                     |                     |                     |                     |                     |                      |                      |                      |                      |                      |                      |                      |                      |                      |                      |                      |                      |                      |                      |                      |                      |                        |                        |                        |                        |                        |                        |                         |                         |                         |                         |                         |                         |                         |                         | Haas (2016-)            |                         |                         |                          |                          |                        |                        |                        |                      |                      |                      |                      |                      |                      |                      |                    |                    |                    |
| † Encara que Brawn GP es va formar amb l'adquisició de l'equip Honda F1, se'l considera oficialment com una nova escuderia. † La raó per la qual Renault F1, Honda F1 i Mercedes GP disputessin el campionat abans i no figurin en aquesta llista és degut al fet que no eren els predecessors de Toleman i Tyrrell respectivament. Al contrari del que passa amb Sauber, que sí que ho era. † Prost GP fou el successor de Ligier al 1997 i l'equip Toyota el successor d'aquest després de la compra de la seva tecnología en 2002. Va abandonar l'any 2009 la Fórmula 1 i té possibilitats de competir en un futur amb el nom de Stefan GP. |   |   |   |   |   |   |   |   |   |   |   |   |   |   |   |                 |   |   |   |                   |                   |                   |                   |                   |                   |                   |                   |                   |                   |                   |                     |                     |                     |                     |                     |                      |                      |                      |                      |                      |                      |                      |                      |                      |                      |                      |                      |                      |                      |                      |                      |                        |                        |                        |                        |                        |                        |                         |                         |                         |                         |                         |                         |                         |                         |                         |                         |                         |                          |                          |                        |                        |                        |                      |                      |                      |                      |                      |                      |                      |                    |                    |                    |

## La Fórmula 1 a Espanya
El primer Gran Premi d'Espanya es va disputar ja l'any 1913 sobre un circuit de carretera de 300 km prop de Madrid, a la carretera que anava cap Valladolid.
Ja el 1951, el Gran Premi d'Espanya va entrar al calendari de la Fórmula 1, disputant-se al Circuit de Pedralbes. L'any 1955, a conseqüència d'un terrible accident a Le Mans, es va incloure noves regles per la seguretat dels espectadors, amb el que el Gran Premi d'Espanya va sortir del calendari pels anys següents.
A partir de l'any 1960 Espanya va tornar a les competicions internacionals amb la construcció del circuit del Jarama, prop de Madrid i l'actualització d'un circuit urbà a Montjuïc, a Barcelona. Des del 1968, el Gran Premi d'Espanya torna al calendari de la Fórmula 1 alternant els circuits de Jarama i de Montjuïc.
El Gran Premi d'Espanya de 1975 va estar marcat per la tragèdia. Durant les pràctiques va haver-hi incidents que van fer dubtar sobre la seguretat del circuit de Montjuïc. Emerson Fittipaldi, dos cops guanyador de la competició es va retirar com a senyal de protesta després de la primera volta de la cursa. A la volta 26, el cotxe de Rolf Stommelen va xocar i va matar a quatre espectadors. La carrera fou donada per acabada i es va donar com a guanyador a Jochen Mass, obtenint la meitat dels punts. Fou la fi del circuit de Montjuïc.
El Gran Premi d'Espanya es va seguir corrent al Jarama fins al 1981.
Pocs anys després, a la Temporada 1986 de Fórmula 1 es va inaugurar el circuit de Xerès, on tingué lloc una gran cursa entre Ayrton Senna i Nigel Mansell, amb un final de fotografia. Els jutges van declarar guanyador a Senna amb 14 mil·lèsimes de segon d'avantatge sobre Mansell.
A partir de la temporada 1991 el Gran Premi d'Espanya va canviar la seu al Circuit de Catalunya disputant-se encara a Xerès algunes curses de Fórmula 1 sota el nom de Gran Premi d'Europa.
Sota aquesta denominació (G.P. d'Europa) es disputà fins al 2012 al Circuit Urbà de València una cursa vàlida pel campionat, convertint-se Espanya en l'únic país en acollir dues proves de la F1. Aquestes dues curses junt amb els entrenaments oficials de pretemporada als circuits de Montmeló i Xerès fan que sigui Espanya un país privilegiat a l'hora de veure en directe els monoplaces de la Fórmula 1.

## La Fórmula 1 als Països Catalans
El primer Gran Premi de Fórmula 1 que es va disputar als Països Catalans va ésser el 1951 al Circuit de Pedralbes. Tot i això, l'any 1955, a conseqüència d'un terrible accident al Circuit de Le Mans, es van incloure noves regles per la seguretat dels espectadors, amb la qual el circuit de Pedralbes va sortir del calendari pels anys següents.
A partir de la dècada del 60 els Països Catalans van tornar a acollir competicions internacionals amb l'actualització d'un circuit urbà a Montjuïc. Tanmateix, però, la cursa que es disputà en aquest circuit l'any 1975 va estar marcat per la tragèdia. Durant les pràctiques va haver-hi incidents que van fer dubtar sobre la seguretat del circuit. Emerson Fittipaldi, dos cops guanyador de la competició es va retirar com a senyal de protesta després de la primera volta de la cursa. A la volta 26, el cotxe de Rolf Stommelen va xocar i va matar a quatre espectadors. La carrera fou donada per acabada i es va donar com a guanyador a Jochen Mass, obtenint la meitat dels punts. Fou la fi del circuit de Montjuïc.
A la temporada 1991 es realitzà la primera cursa de Fórmula 1 al flamant nou Circuit de Catalunya.
Des del 2008 fins al 2012 es disputa al Circuit Urbà de València una cursa vàlida pel campionat. Així, els Països Catalans acullen dues curses del campionat de Fórmula 1, fet que juntament amb els entrenaments oficials de pretemporada als circuit de Montmeló fan que els Països Catalans esdevinguin un indret privilegiat a l'hora de veure en directe els monoplaces de la Fórmula 1.

## Cultura popular
La Fórmula 1 ha aparegut en moltes ocasions al món de la literatura, el cinema i els videojocs.

### Cinema
L'univers de la Fórmula 1 ha estat tractat a almenys tres vegades en el cinema. El 1955 surt la pel·lícula El cercle infernal (The Racers) de Henry Hathaway, amb Kirk Douglas, que narra la història d'un conductor de bus italià que es compromet a participar en el Gran Premi de Nàpols convençut de tenir talents de pilot. El realitzador americà John Frankenheimer serà el segon a tractar l'assumpte, el 1966, amb la pel·lícula Gran Premi. Beneficiant-se d'un pressupost elevat per a l'època i d'una distribució internacional (James Garner, Yves Montand, Toshiro Mifune) Gran Premi descriu de manera novel·lada la vida dels pilots de Fórmula 1, entre rivalitats esportives i amoroses. La majoria de les escenes de carrera van ser reproduïdes amb l'ajuda de monoplaces de Fórmula 3, però gràcies a la tècnica encara experimental per a l'època de la càmera embarcada, representen a la pel·lícula autèntiques escenes de carrera de latemporada 1966, i sobretot del Gran Premi de Bèlgica del 1966 disputat sota trombes d'aigua. Fins i tot si el guió, els diàlegs i la interpretació no han resistit gaire al pas del temps, els aficionats d'automobilisme veuen en aquesta pel·lícula un bon testimoni del que va ser la Fórmula 1 dels anys 1960.
Una altra pel·lícula que té per a marc l'univers dels Gran Premis és Bobby Deerfield, feta el 1977, realitzada per Sydney Pollack, amb Al Pacino en el paper d'un pilot de Fórmula 1 cínic que s'apassiona per una noia amb leucèmia. Contràriament a Gran Premi que és una pel·lícula sobre la Fórmula 1, Bobby Deerfield és abans de tot un melodrama que utilitza la Fórmula 1 com a teló de fons i on les curses són poc present. El rodatge va tenir lloc durant la 1976 i permet veure diversos pilots interpretant el seu propi paper, tals com James Hunt, Emerson Fittipaldi o inclòs Carlos Pace. Quant al personatge fictici de Bobby Deerfield, apareix sota els colors de l'escuderia Brabham Alfa Romeo.

### Literatura
El món de l'automobilisme i de la Fórmula 1 en particular és el tema principal del còmic Michel Valent. L'heroi creat per Jean Graton fa la seva aparició el 1957 en Tintin, en una història curta a quatre taules, seguiran unes altres quatre històries amb el mateix format abans de la publicació del primer àlbum el 1959. Serà publicat en Tintin fins al 1976. 70 toms formen actualment la sèrie regular, dels que la majoria aborda el món de la Fórmula 1. Jean Behra és el primer pilot real que apareix i que parla en un àlbum de Michel Vaillant (el pilot sense cara del 1960) mentre que Jacky Ickx serà el pilot més sovint posat en escena. Nombroses personalitats de la Fórmula 1 reconeixen el seu afecte per l'heroi. Així Renascut Arnoux declara: «No volia ser Michel Vaillant però René Arnoux és en un àlbum de Michel Vaillant», Alain Prost desitjava batejar el seu equip de Fórmula 1 (després de la recompra de Ligier) «Valenta» i Jean Alesi evoca Valent en aquests termes: «Els Valent, són els Alesi du Nord, Michel Vaillant m'ha donat ganes d'esdevenir pilot».
Una sèrie derivada barrejant historietes i documents iconogràfics i tècnics Els informes Michel Vaillant, ha sortit publicada el 1995 i aborda la realitat de la prova automovilística. Sobre els 10 toms actualment apareguts, 7 són consagrats al món de la Fórmula 1 (tom 2 consagrat a Jacky Ickx, tom 4 consagrat a Honda, tom 6 sobre Ayrton Senna, tom 7 sobre Enzo Ferrari, tom 8 sobre Fangio, tom 9 dedicat a Pescarolo i tom 10 consagrat a Gilles Villeneuve).
Amb guió d'André-paul Duchâteau i dibuixada per Christian Denayer (un antic ajudant de Jean Graton), el còmic Alain Chevallier ha sortit publicat el 1973. Igualment orientada cap a l'univers de la Fórmula 1, presentava als seus començaments nombroses similituds amb Michel Vaillant (un pilot-heroi que corre al si de l'equip familiar, un univers barrejant intrigues policíaques i competició, amb aparicions dels verdaders competidors de l'època, dibuix realista), abans d'allunyar-se'n progressivament. Mentre que Michel Vaillant és un heroi perfecte, Alain Chevallier s'assentava al fil dels episodis com un personatge més complex i turmentat. La sèrie no ha tingut més que un èxit mitigat abans de desaparèixer en els anys 1980.

### Sèries de Televisió
Les Aventures De Michel Valent és un fulletó realitzat per Charles Bretoneiche i Nicole Osso sobre un guió de Nicole Ric i Magdalena Vagó, adaptat del còmic i difós des de 1967 per la cadena de televisió francesa Ortf. Tanmateix, contràriament al còmic, és més aviat centrat sobre la Fórmula 3. Nombroses seqüències es desenvolupen en el moment de verdaderes competicions en les quals participen els pilots de Fórmula 1: Mauro Bianchi, Johnny Servoz-gavin, Jo Schlesser, Jacky Ickx, Jean-Pierre Beltoise, Jim Clark, Jack Brabham. Per la seva part, Henri Grandsire, que encarna Michel Vaillant, va ser campió de França de Fórmula 3 el 1964.
El 1988, la sèrie de televisió Fórmula 1, coproducció franco-quebequesa, relatava en tretze episodis de seixanta minuts les aventures de l'escuderia Sainclair, amb Manual Gelin al paper principal del pilot Luc Sainclair. Beneficiant-se de l'acord de Bernie Ecclestone, aquesta sèrie ha estat gravada durant el Campionat del món de fórmula 1 de 1987 la qual cosa permet veure a la pantalla nombrosos pilots al seu propi paper i de verdaderes imatges de carrera integrades en el relat. L'equip Sainclair apareix així sota els colors Benetton i les imatges que representen Luc Sainclair en pista són les del pilot belga Thierry Boutsen.

### Videojocs
Des de l'adveniment del videojoc, la Fórmula 1 figura entre els temes més recurrents. El videojoc de Fórmula 1 ha conegut una evolució del joc d'arcade al desenvolupament complet de simulacions d'aquesta disciplina esportiva. El primer èxit comercial per a la Fórmula 1 arriba el 1982 amb Pole Position de Namco, que confronta per primera vegada el jugador a competidors virtuals. És també el primer títol a inspirar-se en els traçats de circuits reals. Entre els videojocs de Fórmula 1, se citarà Gran Prix 4.
Fórmula 1 és una sèrie de videojocs de curses de Fórmula 1 sota llicència oficial de la Formula One Management. Apareguda el 1996, la sèrie ha estat de manera inicial desenvolupada per Bizarre Creations i després, a marxar de 2001, per Sony Studio Liverpool. Editat per Psygnosis i després per Sony Computer Entertainment, s'ha fet una franquícia dins de les consoles Playstation. Certs episodis han estat adaptats sobre Windows i Game Boy. Cada any, una actualització és comercialitzada incloent una actualització del calendari, dels monoplaces, dels circuits, dels pilots i del reglament segons l'estació en curs. El 2003, després d'un nou contracte entre Sony i la FIA, la sèrie obté l'exclusiva del permís per quatre anys.
Entre els jocs, un altre de destacable: Gran Prix Legends és un joc desenvolupat per Papyrus Design Group i editat per Sierra. Va aparèixer el 1998, posant en escena la temporada 1967 de Fórmula 1.

## Seguidors
L'automobilisme i la Fórmula 1 en particular generen un vast moviment de suport popular, de vegades incondicional: els seguidors. Els seguidors d'un mateix pilot o d'una mateixa escuderia s'organitzen en grups o associacions de seguidors. El comportament conegut al món del futbol de fanatisme, de desbordaments violents, no existeixen a la Fórmula 1. Si les rivalitats són de vegades espectaculars entre pilots, fins i tot entre mecànics o gent de l'equip, allò no passa generalment a les tribunes.
Els seguidors més apassionats es reagrupen al si de clubs d'aficionats. Des de la creació del campionat del món, els seguidors pro-Ferrari tenen superat el senzill marc d'Itàlia per aparèixer a tots els països. Cada Gran Premi coneix una assistència de 60.000 a més de 100.000 espectadors, presents durant tres dies. Les botigues per correspondència o presencials, proposen una gamma molt àmplia de productes derivats, que constitueix una font d'ingressos no menyspreable.

La passió dels seguidors
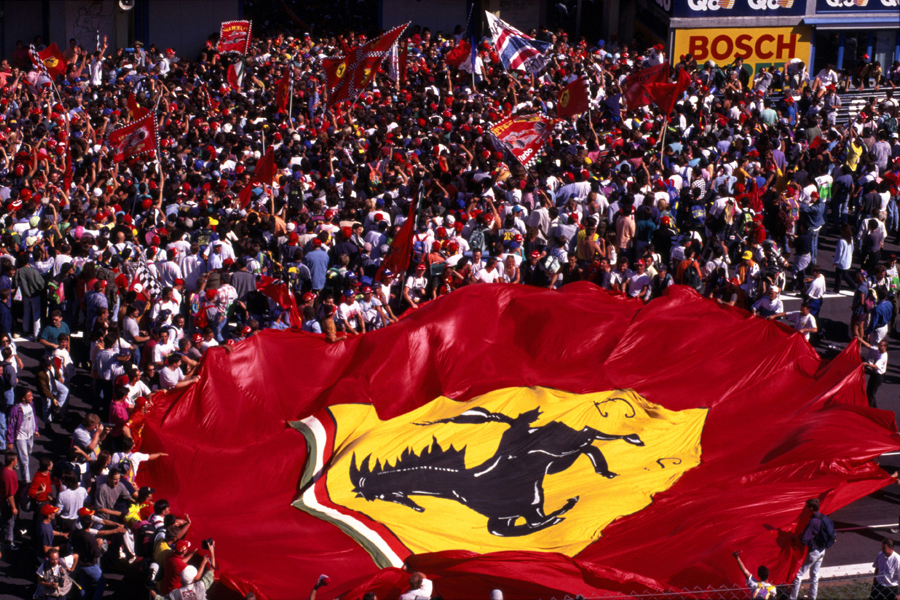
Tifosi a Monza el 1996
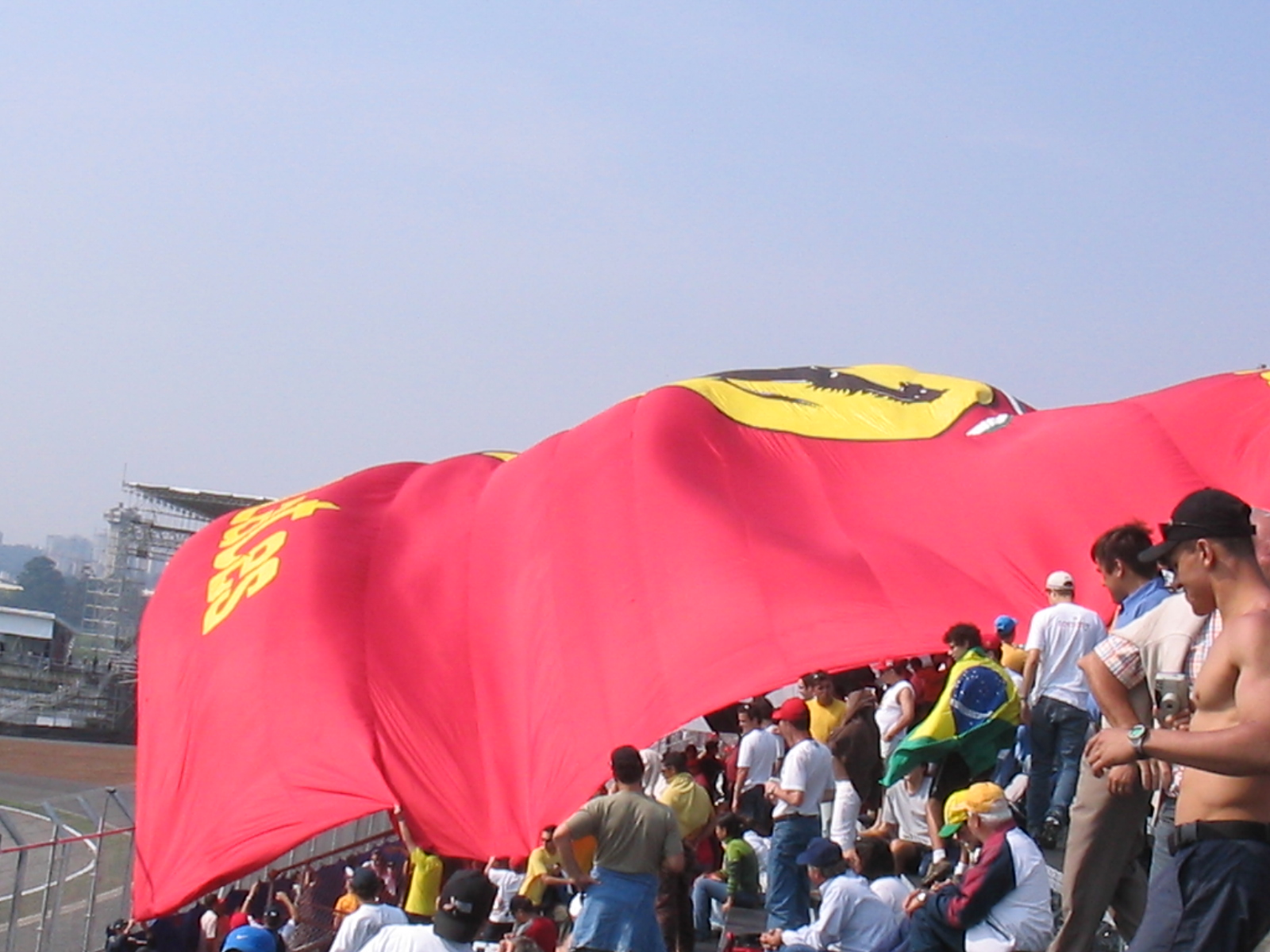
Forza Ferrari al Gran Premi del Brasil del 2004
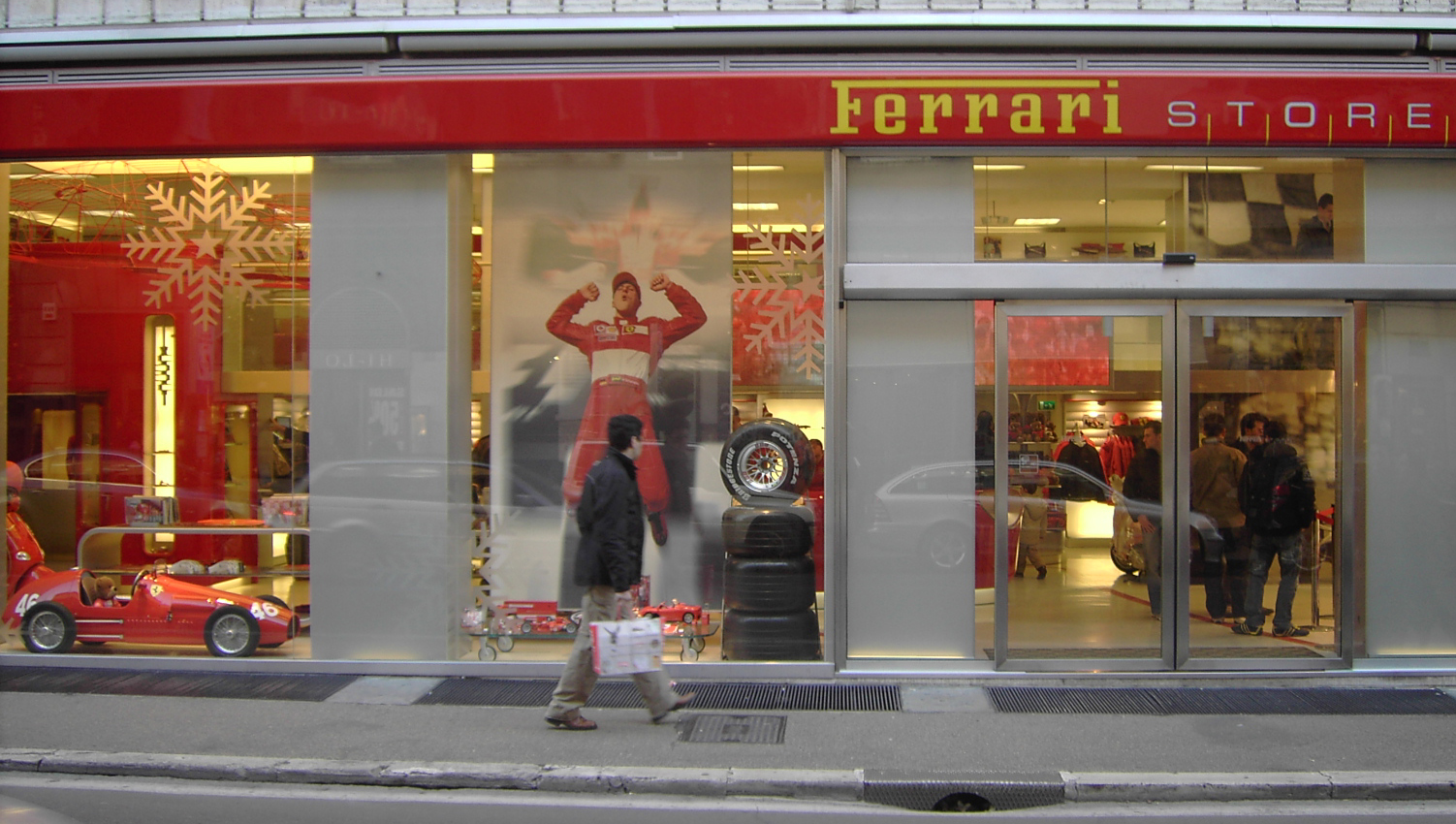
Botiga Ferrari a Roma
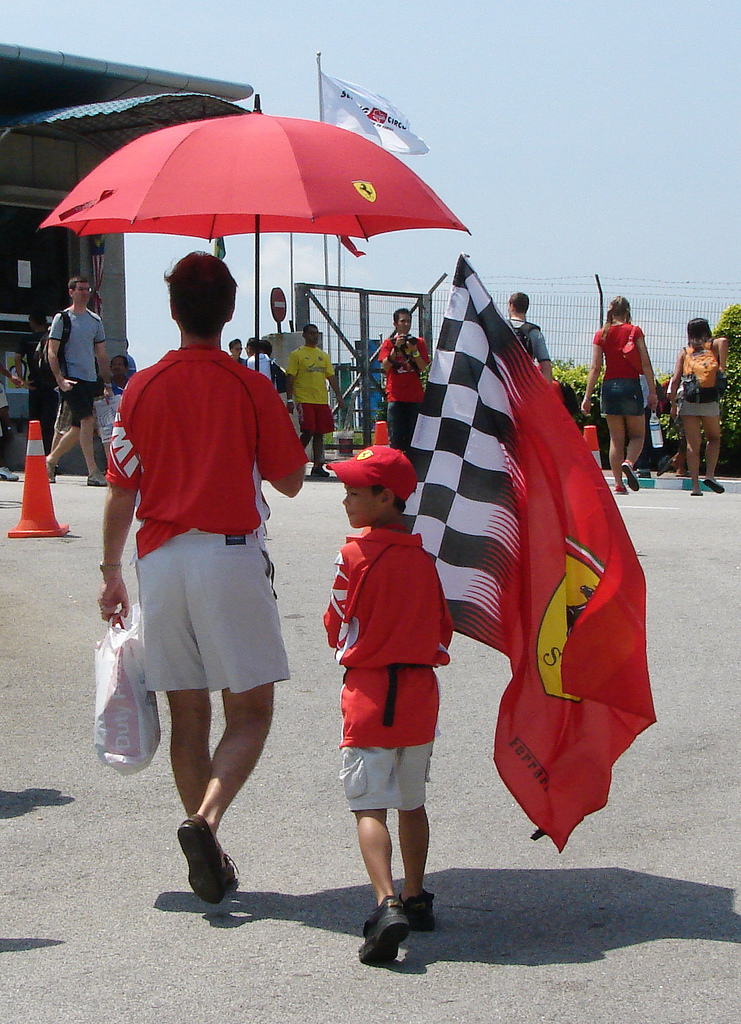
La passió de pare i fill a Gran Premi de Malàisia del 2007

## Estadístiques

### Grans premis disputats

Els punts mostren on s'han dut a terme curses:
Estats actualment amb Gran Premi
Estats que en el passat van tenir Gran Premi

Des de la temporada 1950, la Fórmula 1 ha conegut 36 Grans Premis diferents disputats sobre els cinc continents (37 a partir d'aquesta temporada).
D'aquests GP, 21 són els actius actualment a la temporada 2016, els altres han passat de moda, no eren viables econòmicament o continuen la seva existència fora de la Fórmula 1, com el de les 500 milles d'Indianàpolis.
El primer mundial de F1 va començar el 13 de maig de 1950 amb la disputa del GP de Gran Bretanya que va tenir lloc a Silverstone amb la victòria de l'italià Nino Farina conduint un Alfa Romeo.
Els GP que es disputen la temporada 2019) són:
(en ordre alfabètic)
1. Gran Premi d'Abu Dhabi. 11 curses. (2009-2019).
2. Gran Premi d'Alemanya. 64 curses. (1951–1954, 1956–1959, 1961–2006, 2008–2014, 2016, 2018–2019).
3. Gran Premi d'Austràlia. 35 curses (1985-2019).
4. Gran Premi d'Àustria. 32 curses. (1964, 1970–1987, 1997–2003, 2014–2019)
5. Gran Premi de l'Azerbaidjan. 3 curses (2017-2019).
6. Gran Premi de Bahreïn. 15 curses. (2004–2010, 2012–2019).
7. Gran Premi de Bèlgica. 64 curses. (1950–1956, 1958, 1960–1968, 1970, 1972–2002, 2004–2005, 2007–2019).
8. Gran Premi del Brasil. 49 curses. (1973-2019,2021-2022).
9. Gran Premi del Canadà. 50 curses. (1967-1974, 1976-1986, 1988-2008, 2011-2019).
10. Gran Premi d'Espanya. 49 curses. (1951, 1954, 1968-1981 i 1986-2019).
11. Gran Premi dels Estats Units. 41 curses (1959-1980, 1984, 1989-1991, 2000-2007, 2016-2019)
12. Gran Premi de França. 60 curses. (1950–1954, 1956–2008, 2018–2019).
13. Gran Premi de Gran Bretanya. 70 curses. (1950-2019).
14. Gran Premi d'Hongria. 34 curses. (1986-2019).
15. Gran Premi d'Itàlia. 70 curses. (1950-2019).
16. Gran Premi del Japó. 35 curses. (1976–1977, 1987–2019).
17. Gran Premi de Mèxic. 20 curses (1963–1970, 1986–1992, 2015–2019)
18. Gran Premi de Mònaco. 66 curses. (1950, 1955–2019).
19. Gran Premi de Rússia. 6 curses. (2014–2019).
20. Gran Premi de Singapur. 14 curses. (2008–2019, 2022-2023).# Gran Premi de la Xina. 16 curses. (2004-2019).

#### GP desapareguts
en ordre alfabètic
1. Gran Premi de l'Argentina. 20 curses. (1953-1958, 1960, 1972-75, 1977-1981 i 1995-1998).
2. Gran Premi d'Indianapolis 500. 11 curses. (1950-1960).
3. Gran Premi de l'est dels Estats Units. 7 curses. (1982-1988).
4. Gran Premi de l'oest dels Estats Units. 8 curses. (1976-1983).
5. Gran Premi de Las Vegas. 2 curses. (1981-1982).
6. Gran Premi de Luxemburg. 2 curses. (1997-1998).
7. Gran Premi de Malàisia 19 curses. (1999–2017).
8. Gran Premi del Marroc. 1 cursa. (1958)
9. Gran Premi del Pacífic. 2 curses. (1994-1995).
10. Gran Premi dels Països Baixos. 30 curses. (1952-1953, 1955, 1958-1971 i 1973-1985).
11. Gran Premi de Pescara. 1 cursa. (1957).
12. Gran Premi de Portugal. 16 curses. (1958-1960 i 1984-1996).
13. Gran Premi de San Marino. 26 curses. (1981-2006).
14. Gran Premi de Suècia. 6 curses. (1973-1978).
15. Gran Premi de Sud-àfrica. 23 curses. (1962-1963, 1965, 1967-1980, 1982-1985 i 1992-1993).
16. Gran Premi de Suïssa. 6 curses. (1950-1954 i 1982).
17. Gran Premi de Turquia. 7 curses. (2005-2011).
18. Gran Premi d'Europa. 20 curses. (1985, 1993-1997 i 1999-2012, 2016).

### Campionat del món de pilots
| Temp. | Pilot              | Constructor            | Constructor    | Constructor   | Poles | Vict. | Podis | Vol. ràp. | Punts | Dif. |
| Temp. | Pilot              | Equip                  | Xassís         | Motor         | Poles | Vict. | Podis | Vol. ràp. | Punts | Dif. |
| ----- | ------------------ | ---------------------- | -------------- | ------------- | ----- | ----- | ----- | --------- | ----- | ---- |
| 1950  | Giuseppe Farina    | Alfa Romeo             | Alfetta 158    | Alfa Romeo    | 2     | 3     | 3     | 3         | 30    | 3    |
| 1951  | Juan Manuel Fangio | Alfa Romeo             | Alfetta 158    | Alfa Romeo    | 4     | 3     | 5     | 5         | 31    | 6    |
| 1952  | Alberto Ascari     | Ferrari                | 500 F2         | Ferrari       | 5     | 6     | 6     | 6         | 36    | 12   |
| 1953  | Alberto Ascari     | Ferrari                | 500 F2         | Ferrari       | 6     | 5     | 5     | 4         | 34.5  | 6.5  |
| 1954  | Juan Manuel Fangio | Maserati               | 250 F          | Maserati      | 5     | 6     | 7     | 3         | 42    | 16.9 |
| 1954  | Juan Manuel Fangio | Mercedes               | W196           | Mercedes-Benz | 5     | 6     | 7     | 3         | 42    | 16.9 |
| 1955  | Juan Manuel Fangio | Mercedes               | W196           | Mercedes-Benz | 3     | 4     | 5     | 3         | 40    | 16.5 |
| 1956  | Juan Manuel Fangio | Ferrari                | L-F D50        | Ferrari       | 6     | 3     | 5     | 4         | 30    | 3    |
| 1957  | Juan Manuel Fangio | Maserati               | 250 F          | Maserati      | 4     | 4     | 6     | 2         | 40    | 15   |
| 1958  | Mike Hawthorn      | Ferrari                | Dino 246       | Ferrari       | 4     | 1     | 7     | 5         | 42    | 1    |
| 1959  | Jack Brabham       | Cooper*                | T51 F2         | Climax        | 1     | 2     | 5     | 2         | 31    | 4    |
| 1960  | Jack Brabham       | Cooper*                | T53 F2         | Climax        | 3     | 5     | 5     | 3         | 43    | 9    |
| 1961  | Phil Hill          | Ferrari*               | Dino 156       | Ferrari       | 5     | 2     | 6     | 2         | 34    | 1    |
| 1962  | Graham Hill        | BRM*                   | P578           | BRM           | 1     | 4     | 6     | 3         | 42    | 12   |
| 1963  | Jim Clark          | Lotus*                 | 25             | Climax        | 7     | 7     | 9     | 6         | 54    | 21   |
| 1964  | John Surtees       | Ferrari*               | 158            | Ferrari       | 2     | 2     | 6     | 2         | 40    | 1    |
| 1965  | Jim Clark          | Lotus*                 | 33             | Climax        | 6     | 6     | 6     | 6         | 54    | 14   |
| 1966  | Jack Brabham       | Brabham*               | BT19, BT20     | Repco         | 3     | 4     | 5     | 1         | 42    | 14   |
| 1967  | Denny Hulme        | Brabham*               | BT20, BT24     | Repco         | 0     | 2     | 8     | 2         | 51    | 5    |
| 1968  | Graham Hill        | Lotus*                 | 49, 49B        | Ford          | 2     | 3     | 6     | 0         | 48    | 12   |
| 1969  | Jackie Stewart     | Matra*                 | MS80           | Ford          | 1     | 6     | 7     | 6         | 63    | 26   |
| 1970  | Jochen Rindt       | Lotus*                 | 49C, 72        | Ford          | 3     | 5     | 5     | 1         | 45    | 5    |
| 1971  | Jackie Stewart     | Tyrrell*               | 01, 03         | Ford          | 6     | 6     | 7     | 3         | 62    | 29   |
| 1972  | Emerson Fittipaldi | Lotus*                 | 72D            | Ford          | 3     | 5     | 8     | 0         | 61    | 16   |
| 1973  | Jackie Stewart     | Tyrrell                | 05, 06         | Ford          | 3     | 5     | 8     | 1         | 71    | 16   |
| 1974  | Emerson Fittipaldi | McLaren*               | M23            | Ford          | 2     | 3     | 7     | 0         | 55    | 3    |
| 1975  | Niki Lauda         | Ferrari*               | 312 B3, 312 T  | Ferrari       | 9     | 5     | 8     | 2         | 64.5  | 19.5 |
| 1976  | James Hunt         | McLaren                | M23B           | Ford          | 8     | 6     | 8     | 2         | 69    | 1    |
| 1977  | Niki Lauda         | Ferrari*               | 312 T2         | Ferrari       | 2     | 3     | 10    | 3         | 72    | 17   |
| 1978  | Mario Andretti     | Lotus*                 | 79             | Ford          | 8     | 6     | 7     | 3         | 64    | 13   |
| 1979  | Jody Scheckter     | Ferrari*               | 312 T4         | Ferrari       | 1     | 3     | 6     | 0         | 51    | 4    |
| 1980  | Alan Jones         | Williams*              | FW07B          | Ford          | 3     | 5     | 10    | 5         | 67    | 13   |
| 1981  | Nelson Piquet      | Brabham                | BT49C          | Ford          | 4     | 3     | 7     | 1         | 50    | 1    |
| 1982  | Keke Rosberg       | Williams               | FW07C, FW08    | Ford          | 1     | 1     | 6     | 0         | 44    | 5    |
| 1983  | Nelson Piquet      | Brabham                | BT52, BT52B    | BMW           | 1     | 3     | 8     | 4         | 59    | 2    |
| 1984  | Niki Lauda         | McLaren*               | MP4/2          | TAG Porsche   | 0     | 5     | 9     | 5         | 72    | 0.5  |
| 1985  | Alain Prost        | McLaren*               | MP4/2          | TAG Porsche   | 2     | 5     | 11    | 5         | 73    | 20   |
| 1986  | Alain Prost        | McLaren                | MP4/2C         | TAG Porsche   | 1     | 4     | 11    | 2         | 72    | 2    |
| 1987  | Nelson Piquet      | Williams*              | FW11B          | Honda         | 4     | 3     | 11    | 4         | 73    | 12   |
| 1988  | Ayrton Senna       | McLaren*               | MP4/4          | Honda         | 13    | 8     | 11    | 3         | 90    | 3    |
| 1989  | Alain Prost        | McLaren*               | MP4/5          | Honda         | 2     | 4     | 11    | 5         | 76    | 7    |
| 1990  | Ayrton Senna       | McLaren*               | MP4/5B         | Honda         | 10    | 6     | 11    | 2         | 78    | 7    |
| 1991  | Ayrton Senna       | McLaren*               | MP4/6          | Honda         | 8     | 7     | 12    | 2         | 96    | 24   |
| 1992  | Nigel Mansell      | Williams*              | FW14B          | Renault       | 14    | 9     | 12    | 8         | 108   | 52   |
| 1993  | Alain Prost        | Williams*              | FW15C          | Renault       | 13    | 7     | 12    | 6         | 99    | 26   |
| 1994  | Michael Schumacher | Benetton               | B194           | Ford          | 6     | 8     | 10    | 8         | 92    | 1    |
| 1995  | Michael Schumacher | Benetton*              | B195           | Renault       | 4     | 9     | 11    | 8         | 102   | 33   |
| 1996  | Damon Hill         | Williams*              | FW18           | Renault       | 9     | 8     | 10    | 5         | 97    | 19   |
| 1997  | Jacques Villeneuve | Williams*              | FW19           | Renault       | 10    | 7     | 8     | 3         | 81    | 39   |
| 1998  | Mika Häkkinen      | McLaren*               | MP4/13         | Mercedes      | 9     | 8     | 11    | 6         | 100   | 14   |
| 1999  | Mika Häkkinen      | McLaren                | MP4/14         | Mercedes      | 11    | 5     | 10    | 6         | 76    | 2    |
| 2000  | Michael Schumacher | Ferrari*               | F2000          | Ferrari       | 9     | 9     | 12    | 2         | 108   | 19   |
| 2001  | Michael Schumacher | Ferrari*               | F2001          | Ferrari       | 11    | 9     | 14    | 3         | 123   | 58   |
| 2002  | Michael Schumacher | Ferrari*               | F2002          | Ferrari       | 7     | 11    | 17    | 7         | 144   | 67   |
| 2003  | Michael Schumacher | Ferrari*               | F2003-GA       | Ferrari       | 5     | 6     | 8     | 5         | 93    | 2    |
| 2004  | Michael Schumacher | Ferrari*               | F2004          | Ferrari       | 8     | 13    | 15    | 10        | 148   | 34   |
| 2005  | Fernando Alonso    | Renault*               | R25            | Renault       | 6     | 7     | 15    | 2         | 133   | 21   |
| 2006  | Fernando Alonso    | Renault*               | R26            | Renault       | 6     | 7     | 14    | 5         | 134   | 13   |
| 2007  | Kimi Räikkönen     | Ferrari*               | F2007          | Ferrari       | 3     | 6     | 12    | 6         | 110   | 1    |
| 2008  | Lewis Hamilton     | McLaren                | MP4/23         | McLaren       | 7     | 5     | 10    | 1         | 98    | 1    |
| 2009  | Jenson Button      | Brawn GP*              | Brawn BGP 001  | Mercedes-Benz | 4     | 6     | 9     | 2         | 95    | 11   |
| 2010  | Sebastian Vettel   | Red Bull Racing*       | Red Bull RB6   | Renault       | 10    | 5     | 10    | 3         | 256   | 4    |
| 2011  | Sebastian Vettel   | Red Bull Racing*       | Red Bull RB7   | Renault       | 13    | 11    | 16    | 3         | 374   | 134  |
| 2012  | Sebastian Vettel   | Red Bull Racing*       | Red Bull RB8   | Renault       | 6     | 5     | 10    | 3         | 281   | 3    |
| 2013  | Sebastian Vettel   | Red Bull Racing*       | Red Bull RB9   | Renault       | 9     | 13    | 16    | 7         | 397   | 155  |
| 2014  | Lewis Hamilton     | Mercedes AMG*          | Mercedes W05   | Mercedes      | 7     | 11    | 16    | 7         | 384   | 67   |
| 2015  | Lewis Hamilton     | Mercedes AMG*          | Mercedes W06   | Mercedes      | 11    | 10    | 17    | 8         | 381   | 59   |
| 2016  | Nico Rosberg       | Mercedes AMG*          | Mercedes W07   | Mercedes      | 8     | 9     | 16    | 6         | 385   | 5    |
| 2017  | Lewis Hamilton     | Mercedes AMG*          | Mercedes W08   | Mercedes      | 11    | 9     | 13    | 7         | 363   | 46   |
| 2018  | Lewis Hamilton     | Mercedes AMG*          | Mercedes W09   | Mercedes      | 11    | 11    | 17    | 3         | 408   | 88   |
| 2019  | Lewis Hamilton     | Mercedes AMG           | Mercedes W10   | Mercedes      | 5     | 11    | 17    | 6         | 413   | 87   |
| 2020  | Lewis Hamilton     | Mercedes AMG           | Mercedes W11   | Mercedes      | 10    | 11    | 14    | 6         | 347   | 124  |
| 2021  | Max Verstappen     | Red Bull Racing        | Red Bull RB16B | Honda         | 10    | 10    | 18    | 6         | 395.5 | 8    |
| 2022  | Max Verstappen     | Oracle Red Bull Racing | Red Bull RB18  | Honda         | 7     | 15    | 17    | 5         | 454   | 146  |
| 2023  | Max Verstappen     | Oracle Red Bull Racing | Red Bull RB19  | Honda         | 12    | 19    | 21    | 9         | 575   | 290  |

- Llegenda

Nac. = Nacionalitat; Poles = Primeres Posicions d'Arrancada; Vict. = Victòries; Pod. = Podis; VRp. = Voltes Ràpides; Dif. = Punts de diferència amb el segon; *  = Indica que l'equip també ha guanyat el títol del Campionat del món de Constructors que es disputa des de 1958.

### Campionat del Món de constructors
Disputat a partir de la temporada 1958.
Llista d'escuderies que hi han pres part.

### Rècords de títols per constructor
- 16 vegades : Ferrari
- 9 vegades : Williams
- 8 vegades : McLaren
- 7 vegades : Lotus, Red Bull Racing
- 6 vegades : Mercedes GP
- Dues vegades: Cooper, Brabham, Renault
- Una vegada: Benetton, BRM, Matra, Tyrrell, Vanwall, Brawn GP

#### Llista de campions
| Any  | Escuderia                  | Pilots                                                    | Punts |
| ---- | -------------------------- | --------------------------------------------------------- | ----- |
| 1958 | Vanwall                    | Stirling Moss, Tony Brooks, Stuart Lewis-Evans            | 48    |
| 1959 | Cooper - Climax            | Jack Brabham, Stirling Moss, Maurice Trintignant          | 40    |
| 1960 | Cooper - Climax            | Jack Brabham, Bruce McLaren, Tony Brooks                  | 48    |
| 1961 | Ferrari                    | Phil Hill, Wolfgang von Trips, Richie Ginther             | 40    |
| 1962 | BRM                        | Graham Hill, Richie Ginther                               | 42    |
| 1963 | Lotus - Climax             | Jim Clark, Trevor Taylor                                  | 54    |
| 1964 | Ferrari                    | John Surtees, Lorenzo Bandini                             | 45    |
| 1965 | Lotus - Climax             | Jim Clark, Mike Spence                                    | 54    |
| 1966 | Brabham - Repco            | Jack Brabham, Dennis Hulme                                | 42    |
| 1967 | Brabham - Repco            | Jack Brabham, Dennis Hulme                                | 67    |
| 1968 | Lotus - Ford Motor Company | Graham Hill, Jim Clark, Jackie Oliver                     | 62    |
| 1969 | Matra-Ford                 | Jackie Stewart, Jean-Pierre Beltoise, Johnny Servoz-Gavin | 66    |
| 1970 | Lotus-Ford                 | Jochen Rindt, Emerson Fittipaldi, Reine Wisell            | 59    |
| 1971 | Tyrrell- Ford              | Jackie Stewart, François Cevert                           | 73    |
| 1972 | Lotus - Ford               | Emerson Fittipaldi, Dave Walker, Reine Wisell             | 61    |
| 1973 | Lotus-Ford                 | Emerson Fittipaldi, Ronnie Peterson                       | 92    |
| 1974 | McLaren-Ford               | Emerson Fittipaldi, Dennis Hulme                          | 73    |
| 1975 | Ferrari                    | Niki Lauda, Clay Regazzoni                                | 72,5  |
| 1976 | Ferrari                    | Niki Lauda, Clay Regazzoni, Carlos Reutemann              | 83    |
| 1977 | Ferrari                    | Niki Lauda, Carlos Reutemann, Gilles Villeneuve           | 95    |
| 1978 | Lotus Cars- Ford           | Mario Andretti, Ronnie Peterson, Jean-Pierre Jarier       | 86    |
| 1979 | Ferrari                    | Jody Schekter, Gilles Villeneuve                          | 113   |
| 1980 | Williams- Ford             | Alan Jones, Carlos Reutemann                              | 120   |
| 1981 | Williams- Ford             | Alan Jones, Carlos Reutemann                              | 95    |
| 1982 | Ferrari                    | Didier Pironi, Gilles Villeneuve, René Arnoux             | 74    |
| 1983 | Ferrari                    | René Arnoux, Patrick Tambay                               | 89    |
| 1984 | McLaren - TAG - Porsche    | Niki Lauda, Alain Prost                                   | 143,5 |
| 1985 | McLaren - TAG - Porsche    | Alain Prost, Niki Lauda, John Watson                      | 90    |
| 1986 | Williams - Honda           | Nelson Piquet, Nigel Mansell                              | 141   |
| 1987 | Williams - Honda           | Nelson Piquet, Nigel Mansell, Riccardo Patrese            | 137   |
| 1988 | McLaren - Honda            | Ayrton Senna, Alain Prost                                 | 199   |
| 1989 | McLaren - Honda            | Alain Prost, Ayrton Senna                                 | 141   |
| 1990 | McLaren - Honda            | Ayrton Senna, Gerhard Berger                              | 141   |
| 1991 | McLaren - Honda            | Ayrton Senna, Gerhard Berger                              | 139   |
| 1992 | Williams - Renault         | Nigel Mansell, Riccardo Patrese                           | 164   |
| 1993 | Williams - Renault         | Alain Prost, Damon Hill                                   | 168   |
| 1994 | Williams - Renault         | Ayrton Senna, Damon Hill, Nigel Mansell                   | 118   |
| 1995 | Benetton - Renault         | Michael Schumacher, Johnny Herbert                        | 137   |
| 1996 | Williams - Renault         | Damon Hill, Jacques Villeneuve                            | 175   |
| 1997 | Williams - Renault         | Jacques Villeneuve, Heinz-Harald Frentzen                 | 123   |
| 1998 | McLaren - Mercedes         | Mika Häkkinen, David Coulthard                            | 156   |
| 1999 | Ferrari                    | Michael Schumacher, Eddie Irvine, Mika Salo               | 128   |
| 2000 | Ferrari                    | Michael Schumacher, Rubens Barrichello                    | 170   |
| 2001 | Ferrari                    | Michael Schumacher, Rubens Barrichello                    | 179   |
| 2002 | Ferrari                    | Michael Schumacher, Rubens Barrichello                    | 221   |
| 2003 | Ferrari                    | Michael Schumacher, Rubens Barrichello                    | 158   |
| 2004 | Ferrari                    | Michael Schumacher, Rubens Barrichello                    | 262   |
| 2005 | Renault                    | Fernando Alonso, Giancarlo Fisichella                     | 191   |
| 2006 | Renault                    | Fernando Alonso, Giancarlo Fisichella                     | 206   |
| 2007 | Ferrari                    | Kimi Raikonen, Felipe Massa                               | 204   |
| 2008 | Ferrari                    | Kimi Raikonen, Felipe Massa                               | 172   |
| 2009 | Brawn GP                   | Jenson Button, Rubens Barrichello                         | 172   |
| 2010 | Red Bull Racing            | Sebastian Vettel, Mark Webber                             | 498   |
| 2011 | Red Bull Racing            | Sebastian Vettel, Mark Webber                             | 595   |
| 2012 | Red Bull Racing            | Sebastian Vettel, Mark Webber                             | 460   |
| 2013 | Red Bull Racing            | Sebastian Vettel, Mark Webber                             | 596   |
| 2014 | Mercedes GP                | Lewis Hamilton, Nico Rosberg                              | 701   |
| 2015 | Mercedes GP                | Lewis Hamilton, Nico Rosberg                              | 703   |
| 2016 | Mercedes GP                | Nico Rosberg, Lewis Hamilton                              | 765   |
| 2017 | Mercedes GP                | Lewis Hamilton, Valtteri Bottas                           | 668   |
| 2018 | Mercedes GP                | Lewis Hamilton, Valtteri Bottas                           | 655   |
| 2019 | Mercedes GP                | Lewis Hamilton, Valtteri Bottas                           | 413   |
| 2020 | Mercedes GP                | Lewis Hamilton, Valtteri Bottas                           | 573   |
| 2021 | Mercedes GP                | Lewis Hamilton, Valtteri Bottas                           | 613.5 |
| 2022 | Red Bull Racing            | Max Verstappen, Sergio Pérez                              | 759   |
| 2023 | Red Bull Racing            | Max Verstappen, Sergio Pérez                              | 860   |

### Rècords de títols de pilot
- 7 vegades : Michael Schumacher, Lewis Hamilton
- 5 vegades : Juan Manuel Fangio
- 4 vegades : Alain Prost, Sebastian Vettel
- 3 vegades : Jack Brabham, Niki Lauda, Nelson Piquet, Ayrton Senna, Jackie Stewart
- 2 vegades : Alberto Ascari, Jim Clark, Emerson Fittipaldi, Mika Häkkinen, Graham Hill, Fernando Alonso, Max Verstappen
- 1 vegada : Mario Andretti, Giuseppe Farina, Mike Hawthorn, Damon Hill, Phil Hill, Denny Hulme, James Hunt, Alan Jones, Nigel Mansell, Jochen Rindt, Keke Rosberg, Jody Scheckter, John Surtees, Jacques Villeneuve, Kimi Raikonen, Jenson Button, Nico Rosberg

### Rècords de títols de pilot per constructor
- 15 vegades: Ferrari
- 12 vegades: McLaren
- 8 vegades: Mercedes
- 7 vegades: Williams
- 6 vegades: Lotus, Red Bull
- 4 vegades: Brabham
- 2 vegades: Alfa Romeo, Cooper, Tyrrell, Benetton
- 1 vegada: Maserati/Mercedes, Maserati, BRM, Matra, Brawn GP

### Altres Estadístiques

#### Llistes
- Llista de constructors de Fórmula 1
- Llista de pilots de Fórmula 1
- Llista de Pilots de Fórmula 1 morts en accident a les curses del campionat.

#### Rècords de la F1
La Llista completa amb tots els pilots que han disputat algun GP de Fórmula 1 també ens permet veure quins és el rècord de victòries, el de voltes ràpides, el de "pole position", el de punts sumats, el de GP disputats i començats i el de campionats de F1 guanyats.